# Pálmaliliom

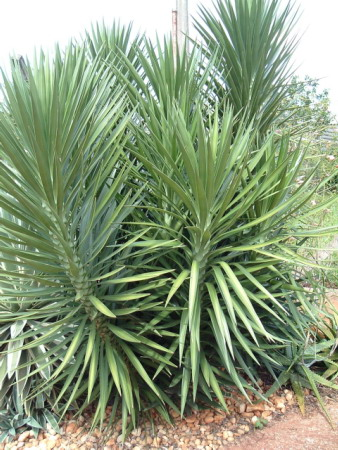
Yucca guatemalensis

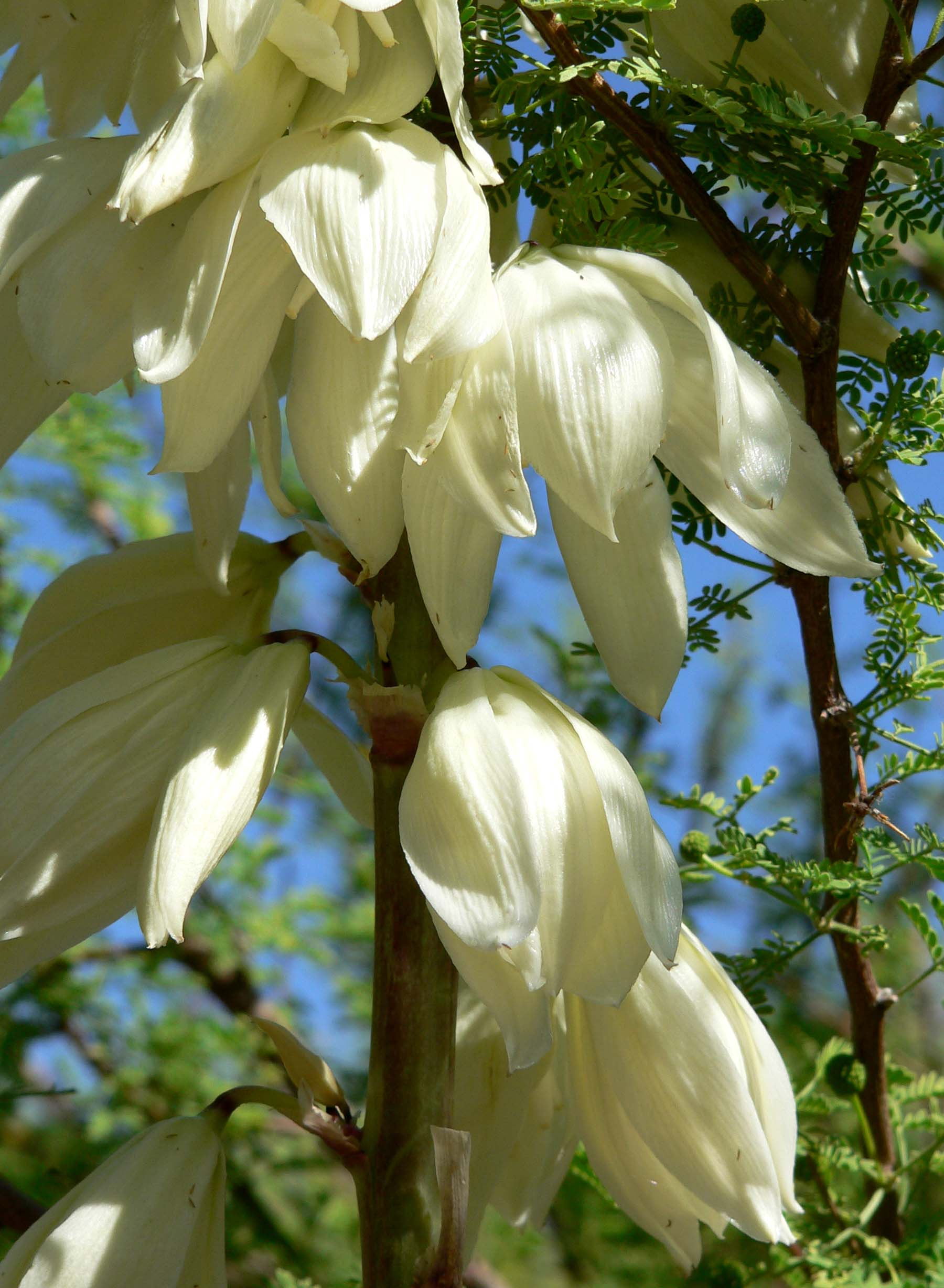
Yucca thompsoniana virága

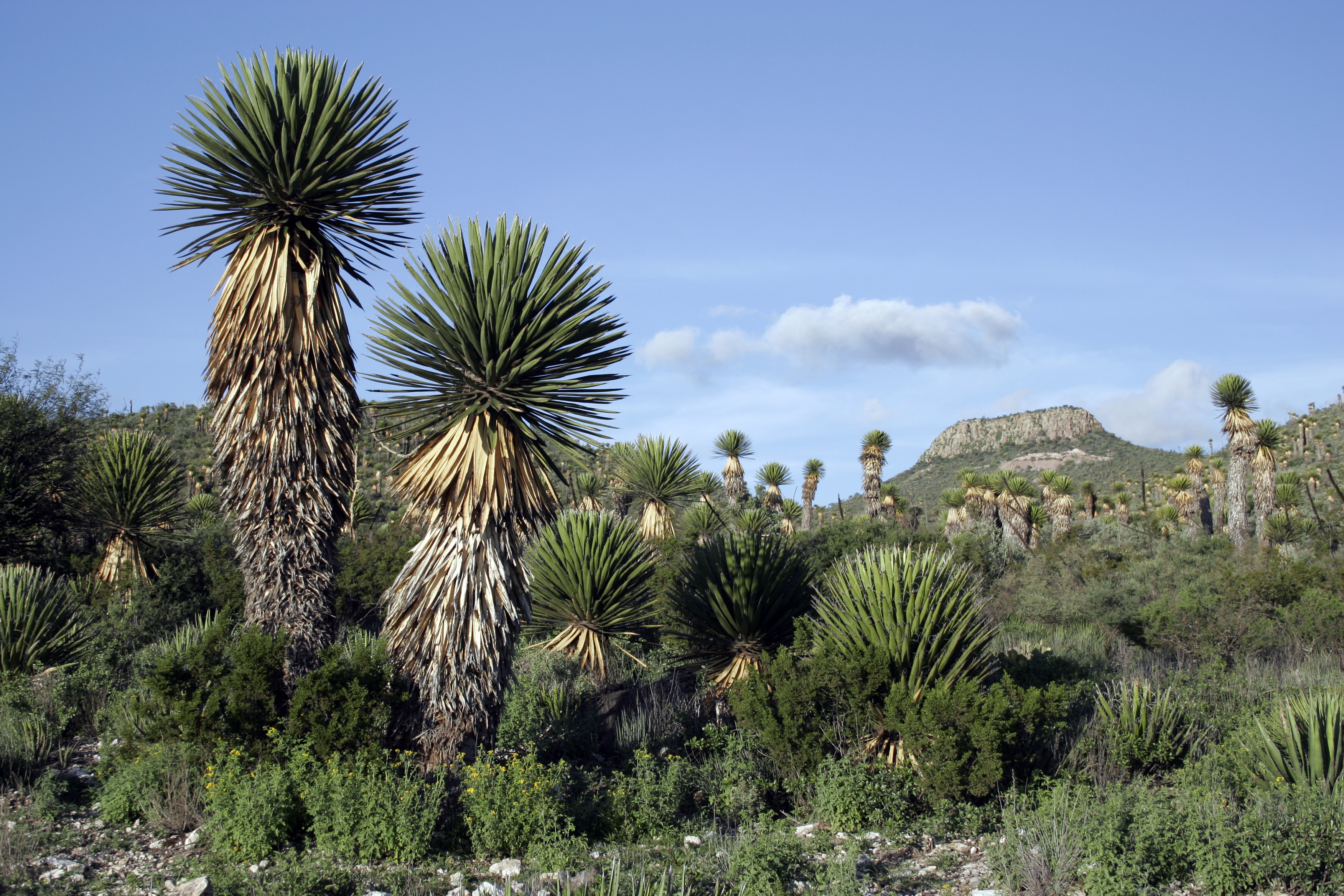
Yucca-fajok által dominált növénytársulás a mexikói San Lius Potosi mellett

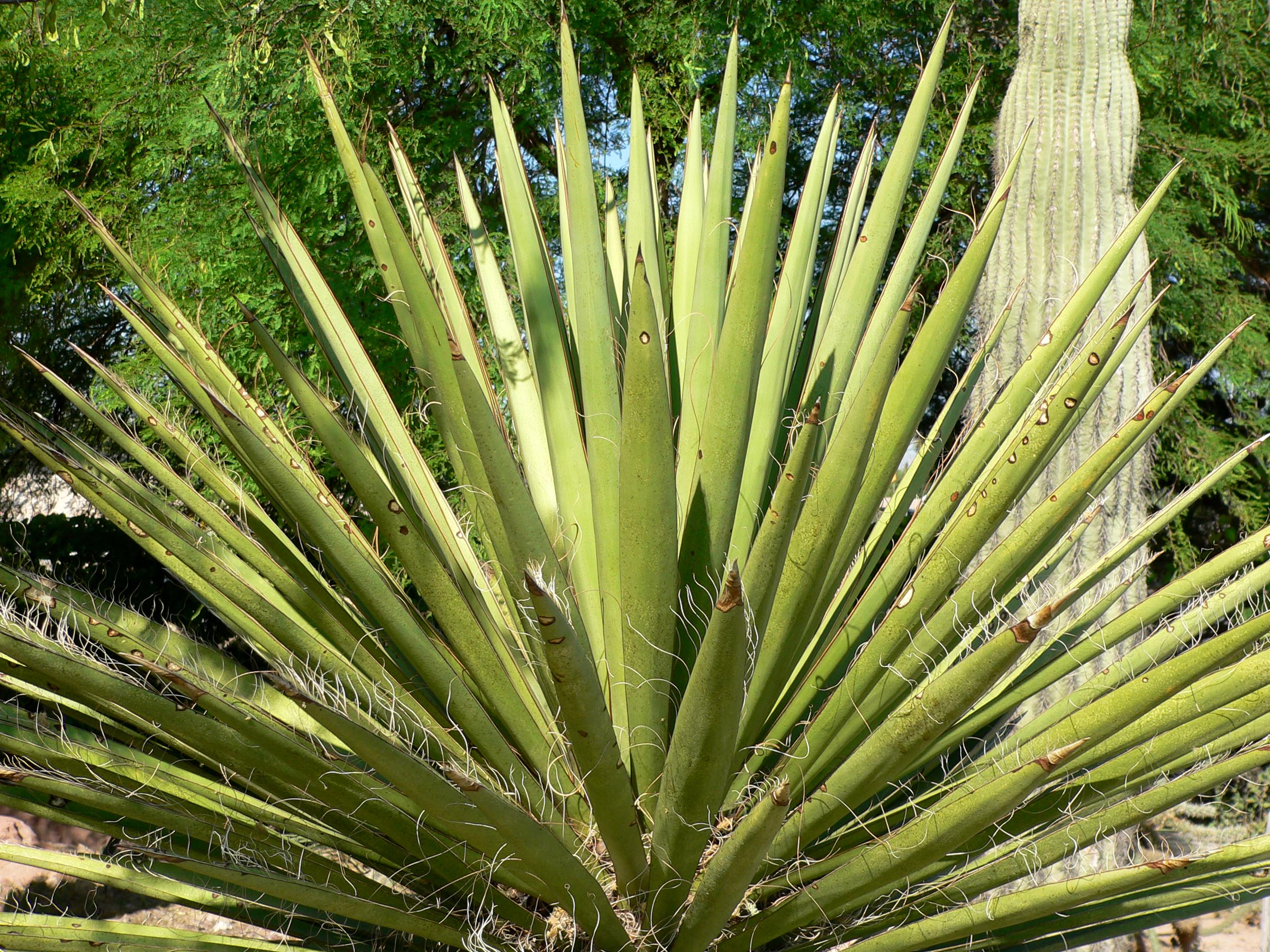
Faxon-jukka a Las Vegas-i Springs Preserve Garden-ben

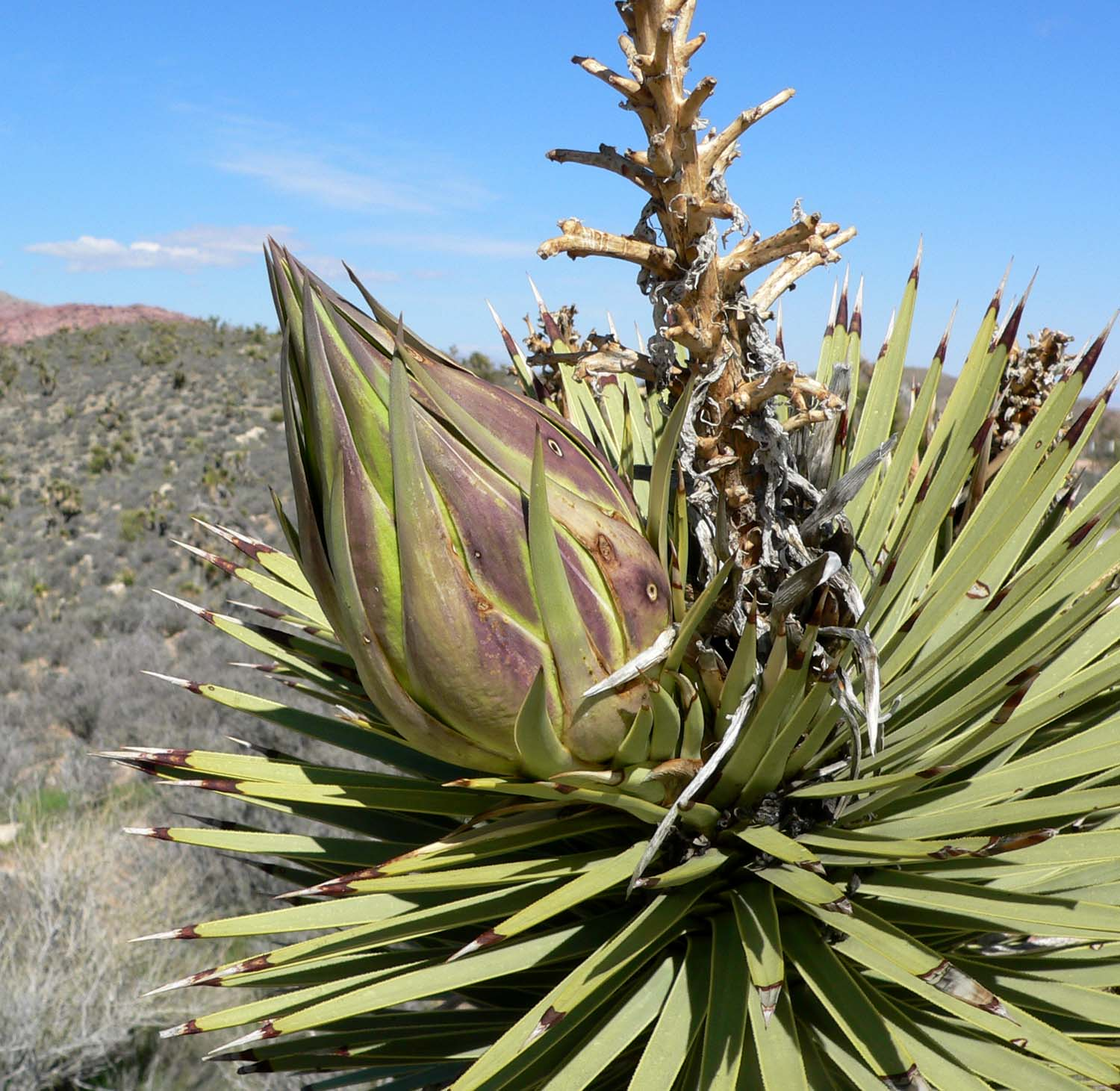
Józsué-pálmaliliom virágrügye

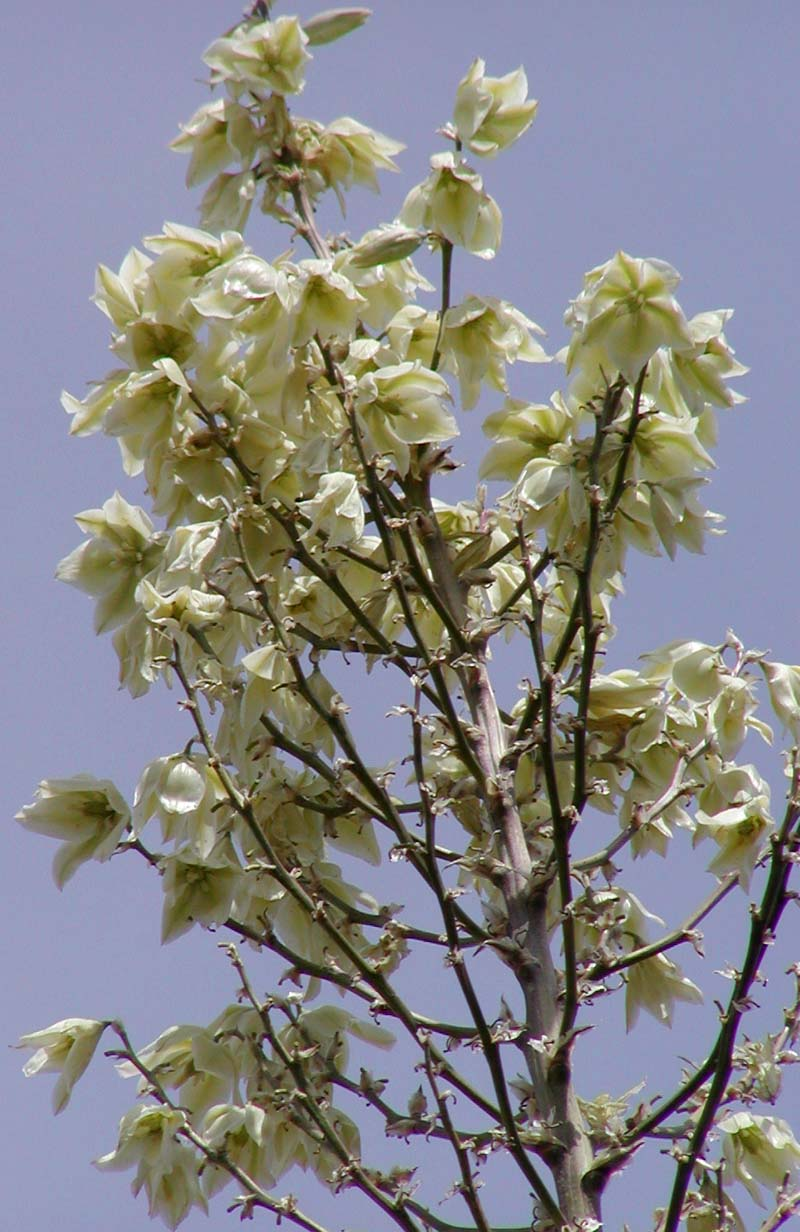
Yucca elata virágzó hajtása a Las Vegas-i Desert Demonstration Garden-ben

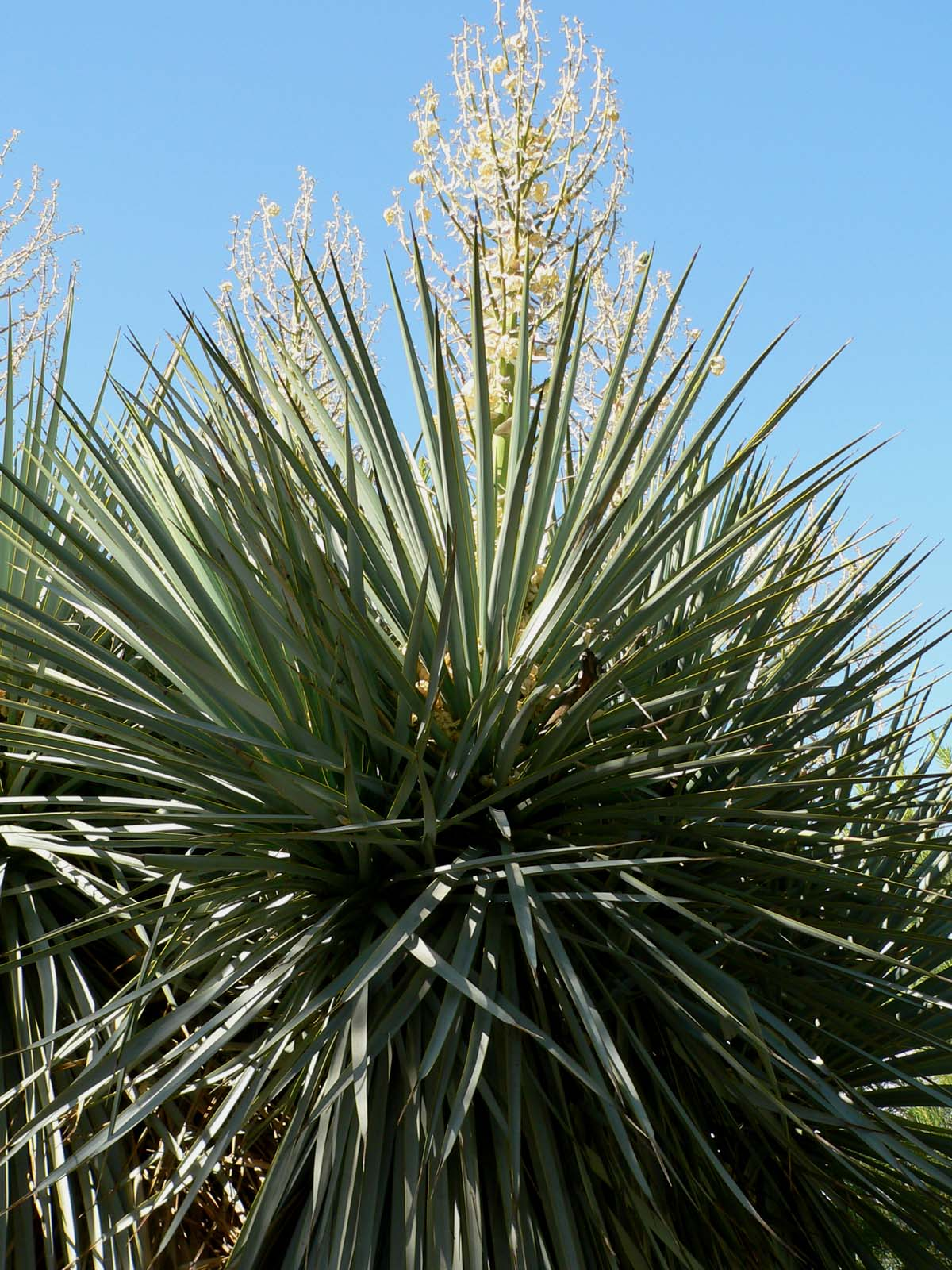
Yucca rigida hajtáscsúcsa

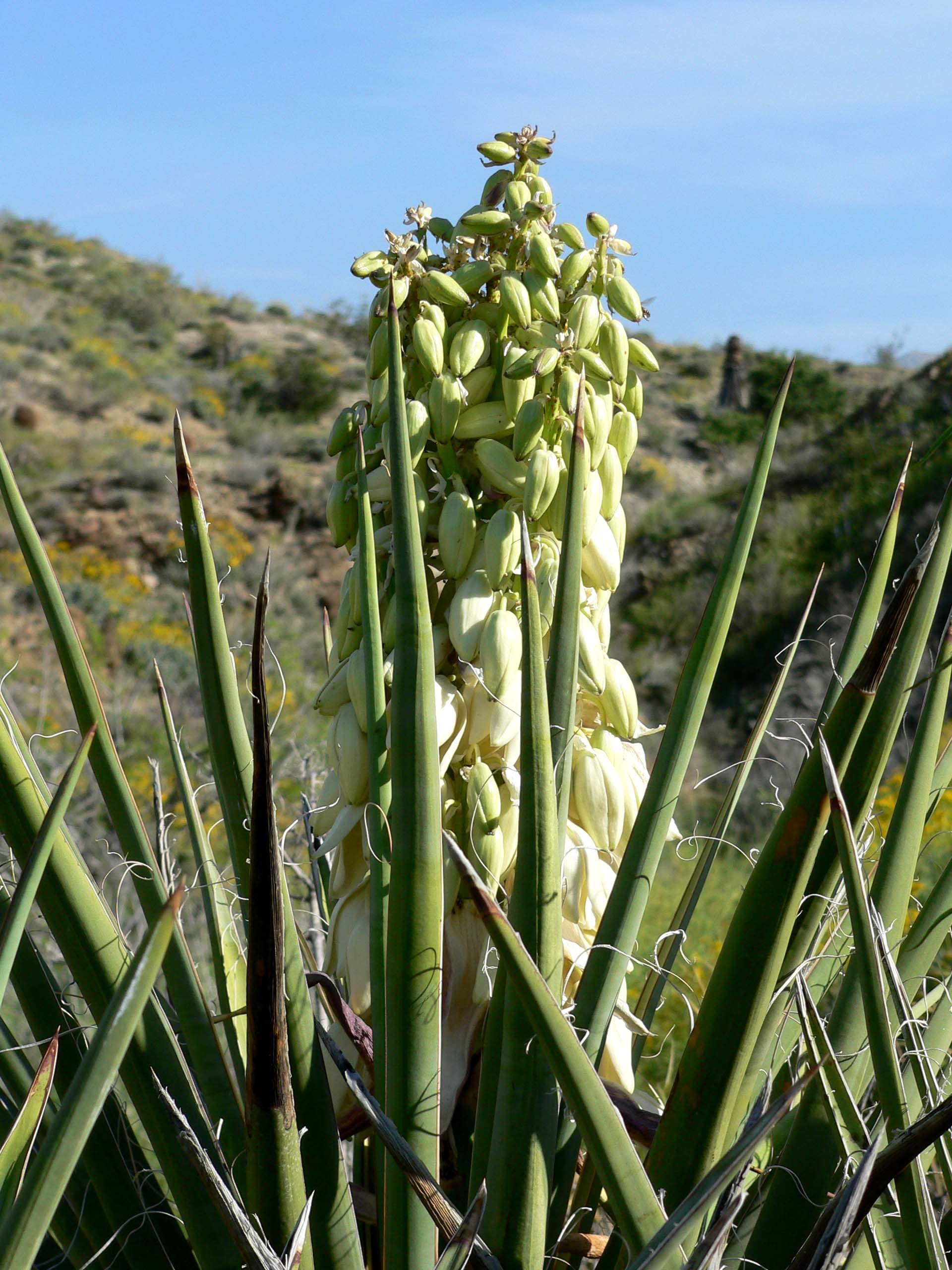
Yucca schidigera a Kaliforniai Palm Canyonban

A pálmaliliom vagy jukka (Yucca) a spárgafélék (Asparagaceae) családjába tartozó nemzetség. A „pálmaliliom” nevet pálmákra emlékeztető levélüstökük és liliomokéra hasonlító fehéres virágaik után kapták. A „jukkapálma” név mindazonáltal botanikailag helytelen, a Yucca genus tagjai nem állnak rokonságban a valódi pálmákkal.

## Előfordulásuk
A nemzetség neotropikus elterjedésű, diverzitáscentrumuk Közép-Amerika területére esik.
A Yucca nemzetség fajai elsősorban arid és szemiarid területek lakói Mexikó félsivatagi területeitől az USA nyugati partvidékén át Kanada déli vidékéig (Yucca glauca subsp. albertana). Néhány fajuk a Mexikói-öböl partvidékén és az USA keleti részein széles körben elterjedt, azonban eredeti élőhelyük ezeknek a fajoknak is a mexikói-amerikai határrégió közelében terült el. Széles elterjedési területükön számos élőhelyi adottságú területen előfordulnak, kezdve a hegyvidéki területeken 2700 m tengerszint feletti magasságban előfordulóktól (Yucca harrimaniae, Utah) a mérsékelt éghajlatú tengerparti régiókban előforduló fajokig (Yucca filamentosa, Virginia).
A nemzetség fajai képviseltetik magukat a Sonora és Chihuahua-sivatagokban, A Keleti-Sierra Madre hegyeiben (valamint a Mexikói-fennsíkon a Keleti- és a Nyugati-Sierra Madre között) egészen a Déli-Sierra Madre hegyvidékéig, valamint dél felé a Yucatán-félsziget és a Kaliforniai-félsziget déli vidékéig. Néhány fajuk szubtrópusi vagy trópusi régiókban endemikus, mint az epifiton vagy terresztris Yucca lacondonica a Sierra Norte de Chiapas hegyeiben vagy a Yucca guatemalensis Mexikó déli részén illetve a Yucca yucatana Belize és Guatemala területén.

## Megjelenésük
A jukkák évelő, fásodó törzsű cserjék vagy fatermetű növények, fajtól függően igen rövid, vagy akár több méter magas törzsük tetején hordozzák levélüstöküket. Egyes fajaik elágazók vagy csoportképzők, míg mások magányosan fejlődnek. A levélüstököt rozettaszerűen álló kard alakú, párhuzamos erezetű levelek alkotják, szélük lehet fogazott vagy szálara hasadó, a levélcsúcs többnyire hegyes tövisben végződik. Egyes fajok levele keskeny, szukkulens, míg másoké lapított, széles.
Fajtól függő korban, de általában a tíz évnél idősebb növényeken fejlődnek virágok. A több méter magasra is megnövő virágzati tengelyen olykor több száz, fehéres színű, bókoló harangra emlékeztető hatszirmú virág fejlődik. A virágok radiális szimmetriával rendelkeznek, szabad szirmúak, esetleg a szirmok tövükön összenőhetnek. Hat porzójuk és három termőlevélből összenőtt termőtájuk fejlődik, a mélyzöld színű termő 1–2 mm átmérőjű, háromosztatú, néha szögletes.
Termésük húsos vagy kiszáradó bogyó, melyek nagyszámú, nagyrészt fekete vagy szürke magot tartalmaznak.
Egyes fajok télállóak Közép-Európában is (legismertebb a széles körben ültetett Yucca filamentosa), melyek főleg a rövid törzsű, nem szukkulens levelű fajok közül kerülnek ki.

## Ökológia
A Yucca nemzetség, a fikuszokhoz (Ficus) hasonlóan szép példája a rovarok és a növények közötti koevolúciónak. A jukkák minden faja a jukkamolyok nőstényeinek közreműködését igénylik megporzásukhoz (hasonlóan, mint a Ficus fajok és az Agaonidae darazsak esetében). A nőstény jukkamoly maxillái között szállítja a jukka virágporát a virágokra, majd az avval beporzott virágra helyezi el petéit, ahol a kikelő fiatal lárvák a jukka magkezdeményeivel táplálkoznak. Azonban a jukka magháza rengeteg magkezdeményt tartalmaz, így a növénynek a lárvák rágásából adódó vesztesége kiegyenlítődik a megporzás okozta nyereséggel.

## Rendszerezésük
A Yucca nemzetség közel 50 fajt és 24 alfajt számláló genus, melynek fajai négy sectio-ba (fajcsoportba) sorolhatóak. A fajcsoportok közötti diagnosztikai különbségek elsősorban a termés felnyílásának módjában állnak: egyesek termése felnyíló, míg másoké fel nem hasadó, szabálytalanul töredező.

### Felhasadó termésű fajok
Fásodó hajtású fajok, alacsony vagy magasra növő, elágazó vagy elágazásmentes törzzsel. Egyesek magánosan fejlődnek, míg mások csoportképzők. Szálas gyökérrendszere hosszabb-rövidebb rizómából ered, a rizóma a főtörzs folytatásaként jelenik meg a talajban. A levelek változó megjelenésűek, legtöbbször lándzsa vagy kard formájúak, egyenesek, a levelek széle lehet fogazott vagy fogaktól mentes, néha szálakra hasadozó.
A virágzó hajtás felegyenesedő, vagy néha oldalra hajló, a virágok csengettyű alakúak, krémszínűek vagy fehérek, hat lepellevelük van. A termés gömbölyded, tojás alakú vagy hengeres. A fásodó vagy húsos toktermések három egyenlő nagyságú kamrát képeznek. A magok feketék, sima vagy strukturált felszínnel rendelkeznek, ritkán szárnyaltak. A magok fajtól és termőhelytől függően hat-tíz hét alatt érnek be.

### Fel nem nyíló termésű csoportok
A növények fásodó hajtásúak, a szár lehet alacsony vagy magas, elágazó vagy nem elágazó, a növény lehet csoportképző vagy állhat magánosan. A gyökérrendszer vékony, kevéssé elágazó gyökerekből áll, melyek hosszabb-rövidebb földalatti rizómából erednek. A fényes vagy viaszos levelek változó megjelenésűek, szélük nem fogazott és gyakran fonalakra hasadozik.
A virágzati tengely egyenes, néha oldalra hajló, a virágok csüngők, formájuk csengőtől kuglóf alakúig változhat, illatosak (Yucca faxoniana). A termés gömbölyded vagy hengeres, húsos vagy szivacsos állagú (Yucca brevifolia). A magok exocarpiuma sima vagy ráncos.

## Határozókulcs a csoportok elkülönítéséhez

### 1.
- a) A termés fel nem nyíló ..... 2
- b) A termés felnyíló ..... 3

### 2.
- a) A levélüstök nagyon rövid száron ül, a levelek, a virágok és a gyökerek húsosak, rizóma fejlődik, a virágok bazális állásúak, murvalevelek között fejlődnek; A magok érdesek, gyengén szárnyaltak ..... Endlichiana szekció
- b) A levelek és a virágok nem szukkulensek. a gyökérrendszer kevéssé elágazó; a magok nem szárnyaltak ..... 4

### 3.
A levelek vékonyak, általában keskenyek, hajlékonyak, néha szélesek, lándzsa alakúak, valamennyire merevek. A termés kiszáradó tok, érés során felhasad. A magok simák, laposak, keskenyek, nem szárnyaltak ..... 5

### 4.
- a) Leveleik nagyok, lándzsa alakúak, merevek, kardszerűek, néha keskenyek és hajlékonyak. Termésük nagy és húsos, néha csüngő és kiszáradó, barnás-feketés színű, ragacsos állagú. A magok nagyok és lapítottak, kidomborodóak, nem szárnyaltak, szürkék ..... Yucca szekció
- b) A levelek keskenyek és hajlékonyak, laposak tűszerűek, hegyes tövisben végződnek. A termésük kiszáradó, szivacsos állagú, felnyíló, a magok lapítottak, simák, fényes felszínűek, nem szárnyaltak ..... Clistocarpa szekció

### 5.
- a) A növények magánosak, sokszor egytörzsűek vagy a levélrozettából elágazók. A virágzati tengely felegyenesedő, nagyon magas (4–5 m) széles, hosszabb-rövidebb oldalágakkal, szukkulens ..... Hesperoyucca szekció
- b) A növények magánosak vagy elágazók, pleiokarpok, a virágzati tengely 4 m-nél alacsonyabb, rövid vékony, nem szukkulens oldalágakkal ..... Chaenocarpa szekció

## Fajok

### SectioYuccaEngelm. Syn.:Sarcocarpa
- Series Faxonianae Hochstätter:

- Yucca carnerosana (Trel.) McKelvey
- Yucca faxoniana (Trel.) Sarg. (Faxon-jukka)

- Series Baccatae Hochstätter

- Yucca baccata Torr.
- Yucca confinis McKelvey

- Series Treculianae Hochstätter

- Yucca capensis Lenz
- Yucca declinata Laferr.
- Yucca decipiens Trel.
- Yucca filifera Chabaud
- Yucca grandiflora Gentry
- Yucca jaliscensis Trel.
- Yucca mixtecana Garcia-Mend.
- Yucca periculosa Baker
- Yucca potosina Rzed.
- Yucca schidigera Roezl ex Ortgies
- Yucca schottii Engelm.
- Yucca torreyi Shafer
- Yucca treculiana’‘ Carriere
- Yucca valida Brandegee

- Series Gloriosae Hochstätter

- Yucca gloriosa L.
- Yucca recurvifolia Salisb.

- Series Yucca

- Yucca aloifolia L.
- Yucca guatemalensis Baker, syn.: Yucca elephantipes Regel
- Yucca lacandonica Gomez Pompa & J.Valdes
- Yucca linearifolia Clary
- Yucca madrensis Gentry
- Yucca yucatana Engelm.

### SectioEndlichianaHochstätter
- Yucca endlichiana Trel.

### SectioClistocarpaEngelm.
- Yucca brevifolia Engelm. (józsuéfa, Józsué-pálmaliliom)

- Yucca brevifolia subsp. brevifolia
- Yucca brevifolia subsp. jaegeriana (McKelvey) Hochstätter
- Yucca brevifolia subsp. herbertii (Webber) Hochstätter

### SectioChaenocarpaEngelm.
- Series Filamentosae Hochstätter

- Yucca filamentosa L.:
- Yucca flaccida Haw.

- Series Rupicolae Hochstätter:

- Yucca cernua E.L.Keith
- Yucca pallida McKelvey
- Yucca queretaroensis Lujan
- Yucca reverchonii Trel.
- Yucca rigida (Engelm.) Trel.
- Yucca rostrata Engelm. ex Trel.
- Yucca rupicola Scheele
- Yucca thompsoniana Trel.

- Series Harrimaniae Hochstätter

- Yucca harrimaniae Trel.

- Yucca harrimaniae subsp. harrimaniae
- Yucca harrimaniae subsp. neomexicana (Wooton & Standl.) Hochstätter
- Yucca harrimaniae subsp. sterilis (Neese & Welsh) Hochstätter
- Yucca harrimaniae subsp. gilbertiana (Trel.) Hochstätter

- Yucca nana Hochstätter (törpe pálmaliliom)

- Series Glaucae (McKelvey) Hochstätter:

- Yucca angustissima Engelm. ex Trel.:

- Yucca angustissima. subsp. angustissima
- Yucca angustissima subsp. toftiae (Welsh) Hochstätter
- Yucca angustissima subsp. kanabensis (McKelvey) Hochstätter
- Yucca angustissima subsp. avia (James Lauritz Reveal) Hochstätter

- Yucca arkansana Trel.:

- Yucca arkansana subsp. arkansana
- Yucca arkansana subsp. louisianensis (Trel.) Hochstätter
- Yucca arkansana subsp. freemanii (Shinners) Hochstätter

- Yucca baileyi Wooton & Standl.:

- Yucca baileyi subsp. baileyi
- Yucca baileyi subsp. intermedia (McKelvey) Hochstätter

- Yucca coahuilensis Matuda & Lujan
- Yucca campestris McKelvey
- Yucca constricta Buckley
- Yucca elata Engelm. (szappan-pálmaliliom):

- Yucca elata subsp. elata
- Yucca elata subsp. utahensis (McKelvey) Hochstätter
- Yucca elata subsp. verdiensis (McKelvey) Hochstätter

- Yucca glauca Nutt.:

- Yucca glauca subsp. glauca
- Yucca glauca subsp. stricta (Sims) Hochstätter
- Yucca glauca subsp. albertana Hochstätter

### SectioHesperoyuccaEngelm.
- Yucca whipplei Torr.:

- Yucca whipplei subsp. whipplei
- Yucca whipplei subsp. caespitosa (M.E.Jones) A.L.Haines
- Yucca whipplei subsp. intermedia A.L.Haines
- Yucca whipplei subsp. percursa A.L.Haines
- Yucca whipplei subsp. newberryi (McKelvey) Hochstätter
- Yucca whipplei subsp. eremica Epling & A.L.Haines

## Galéria

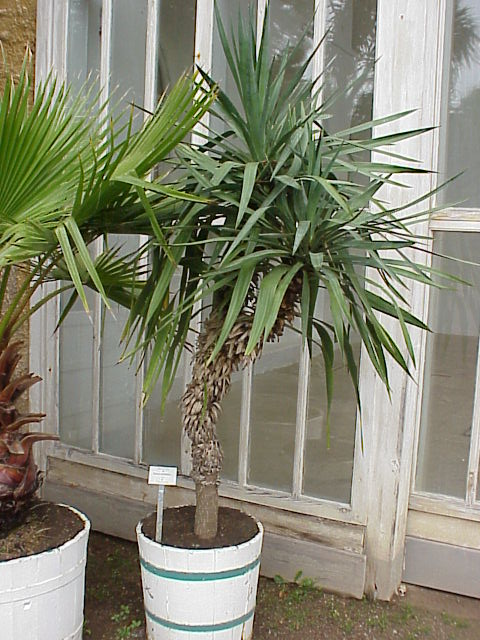
Yucca aloifolia
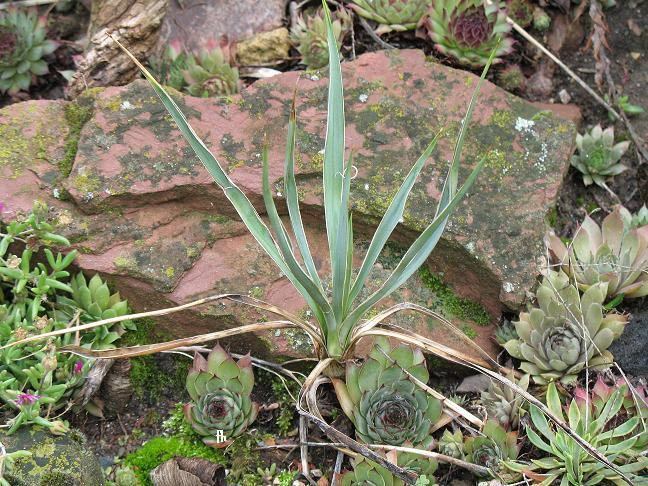
Yucca angustissima var. avia
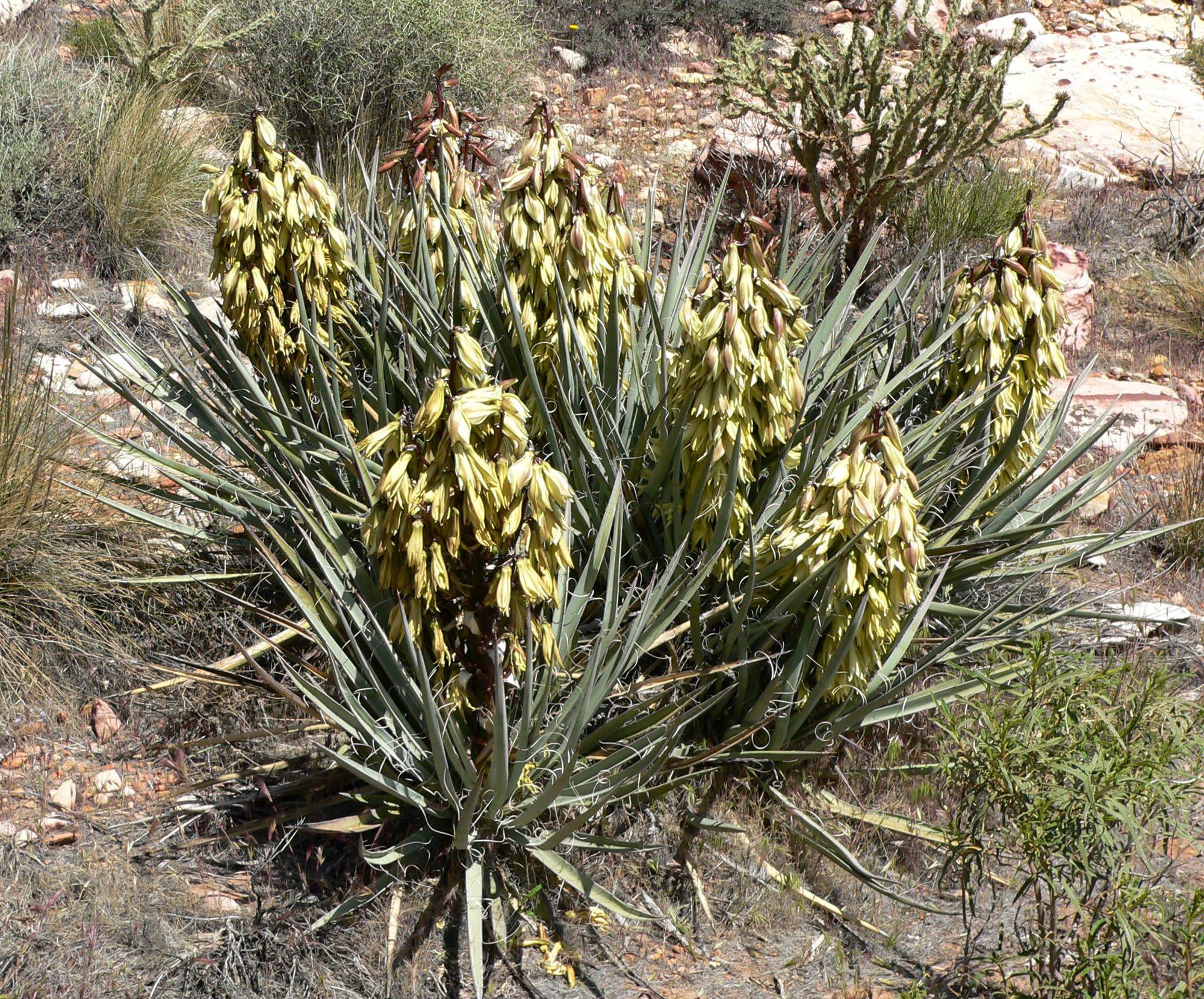
Yucca baccata
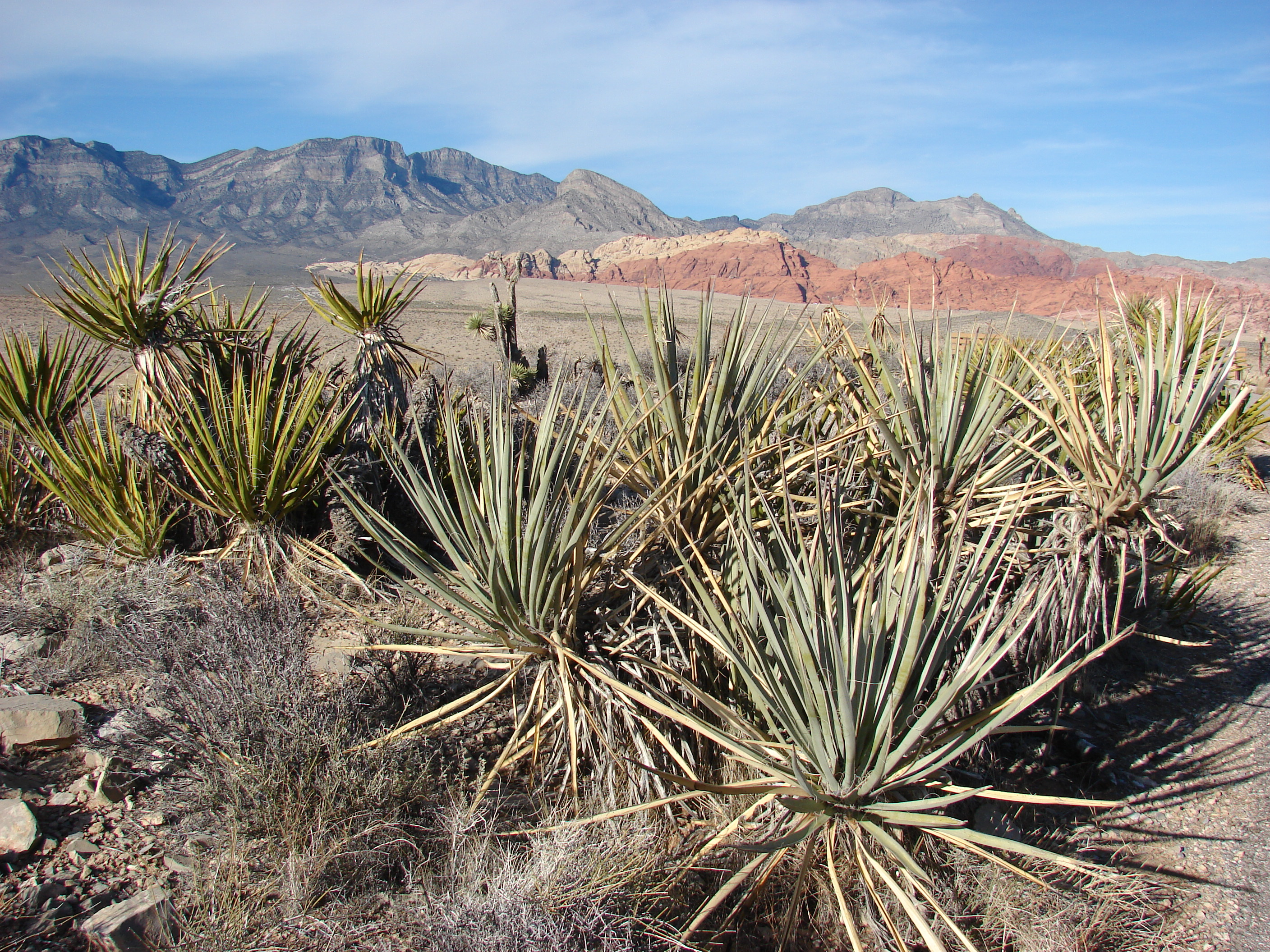
Yucca baccata var. baccata
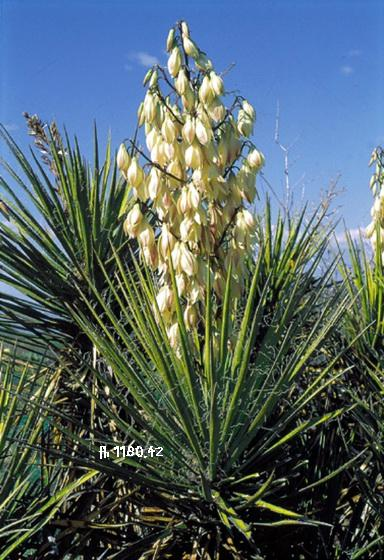
Yucca baccata var. brevifolia
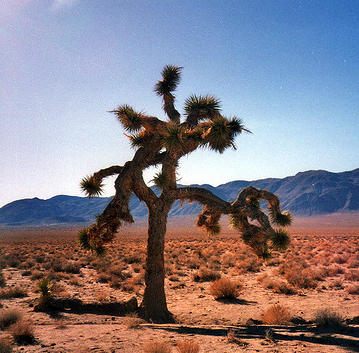
Yucca brevifolia
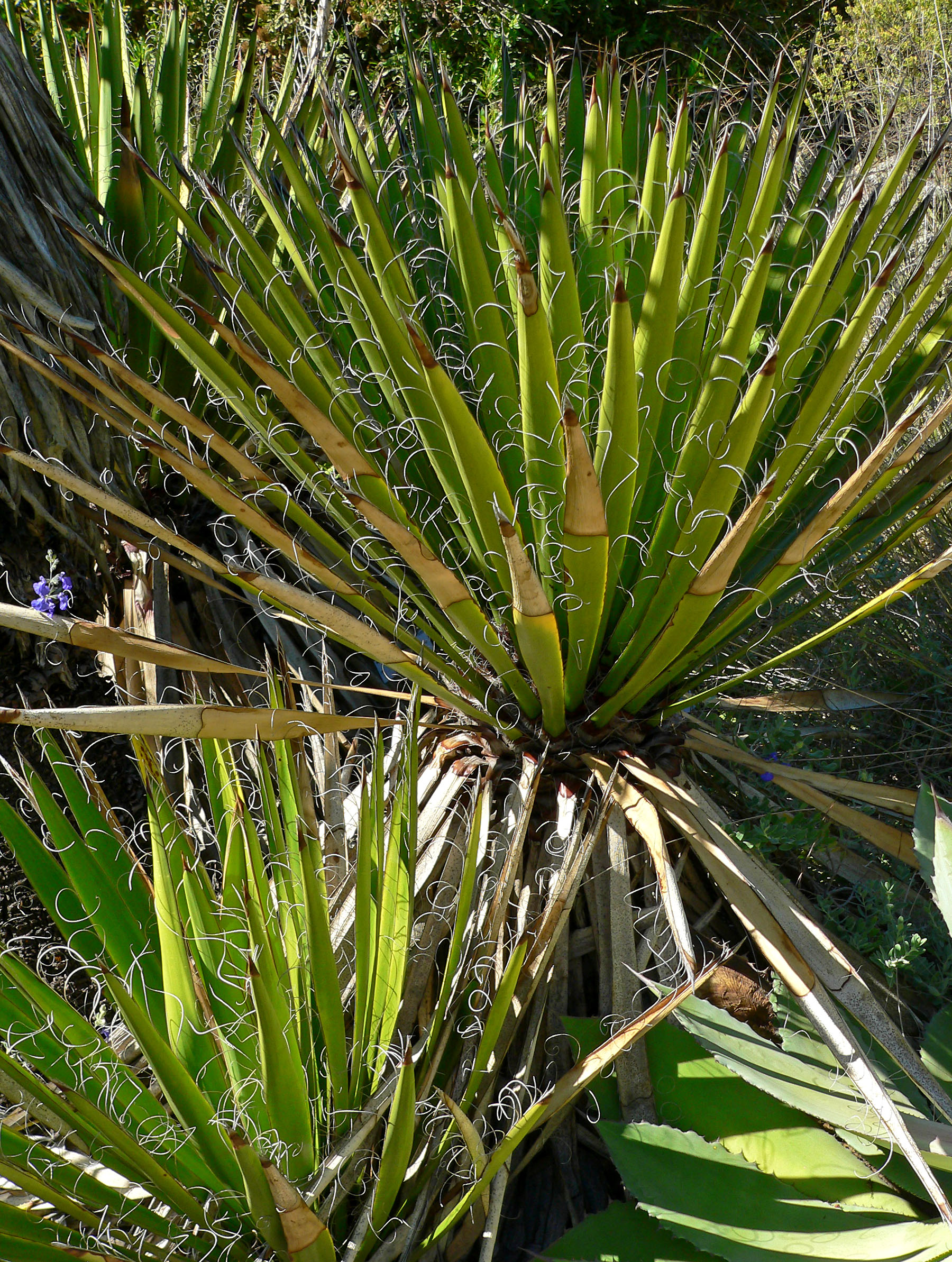
Yucca carnerosana
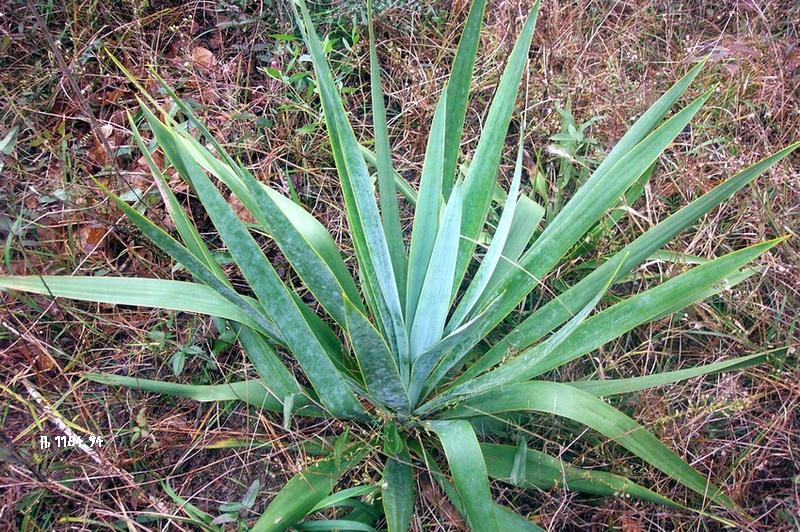
Yucca cernua
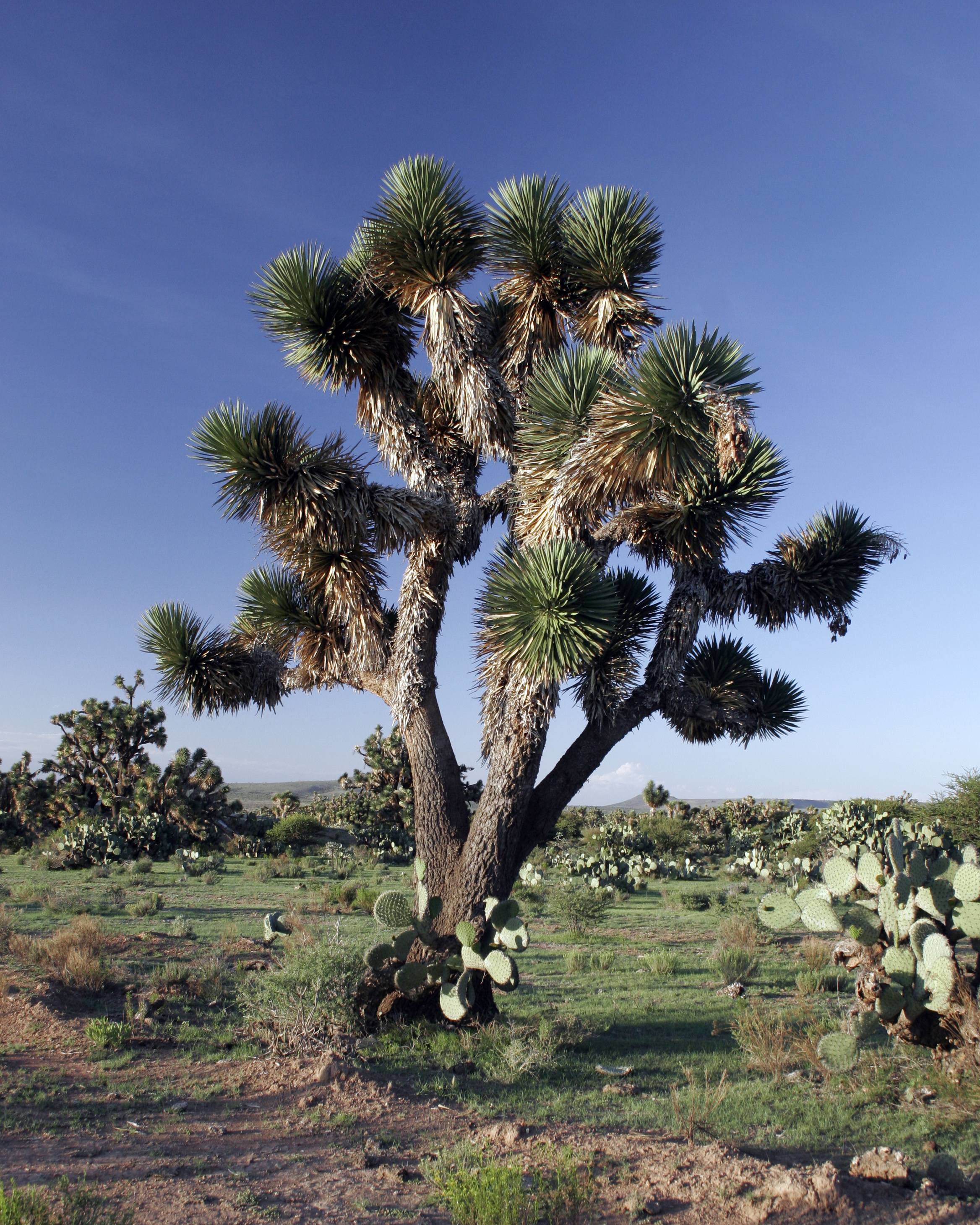
Yucca decipiens
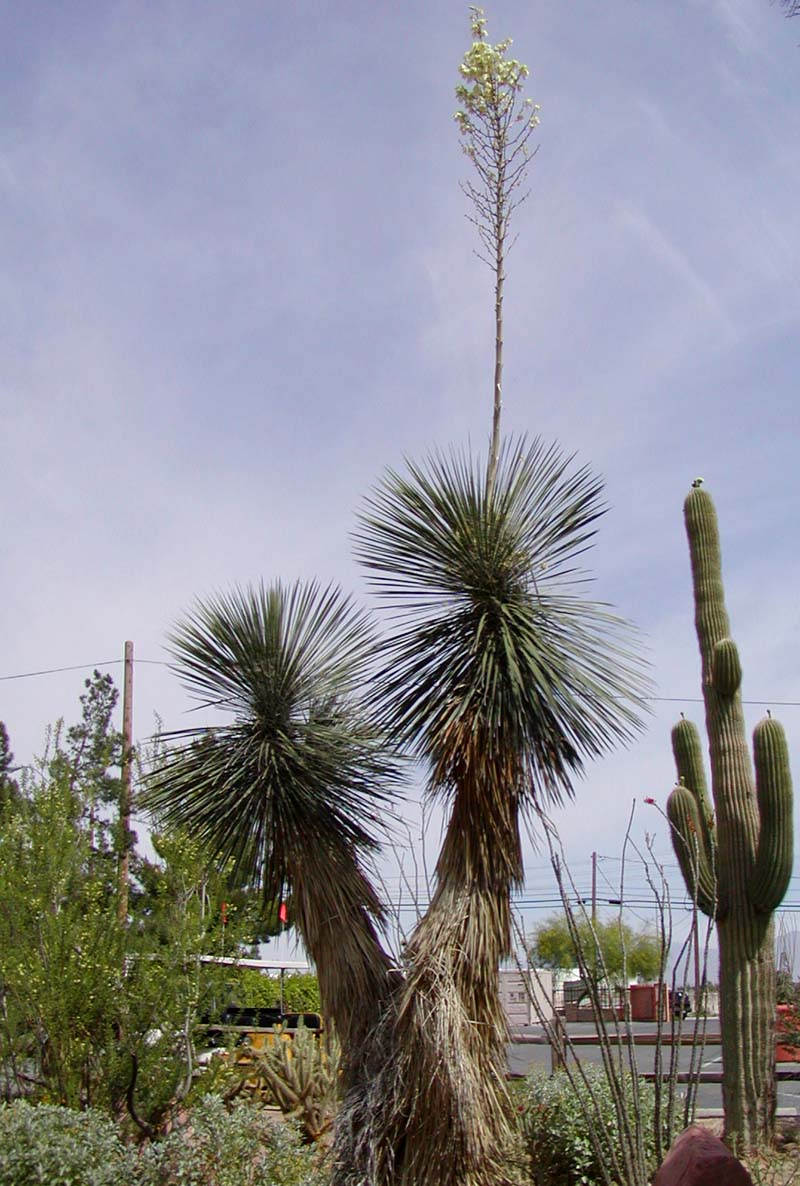
Yucca elata
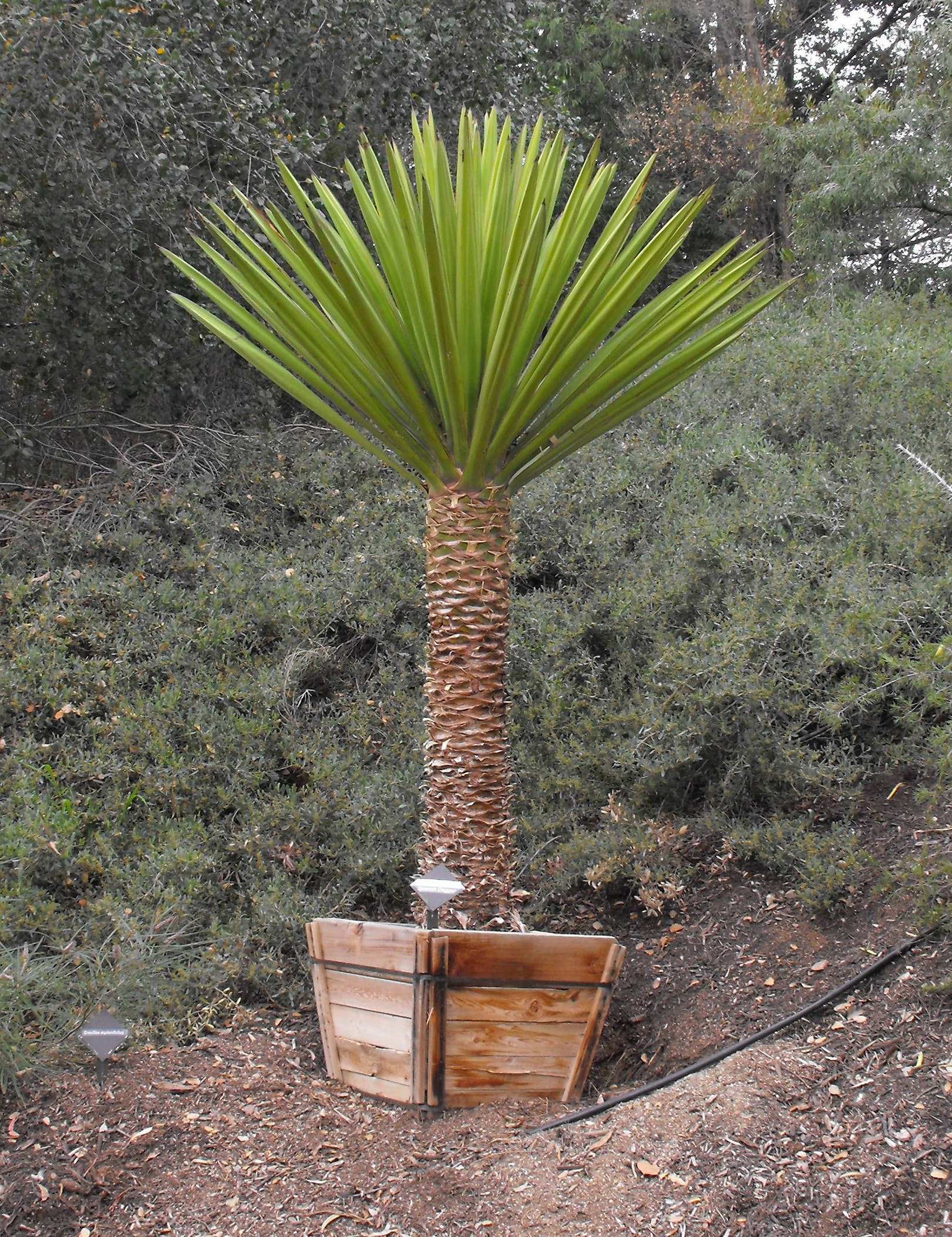
Yucca faxoniana
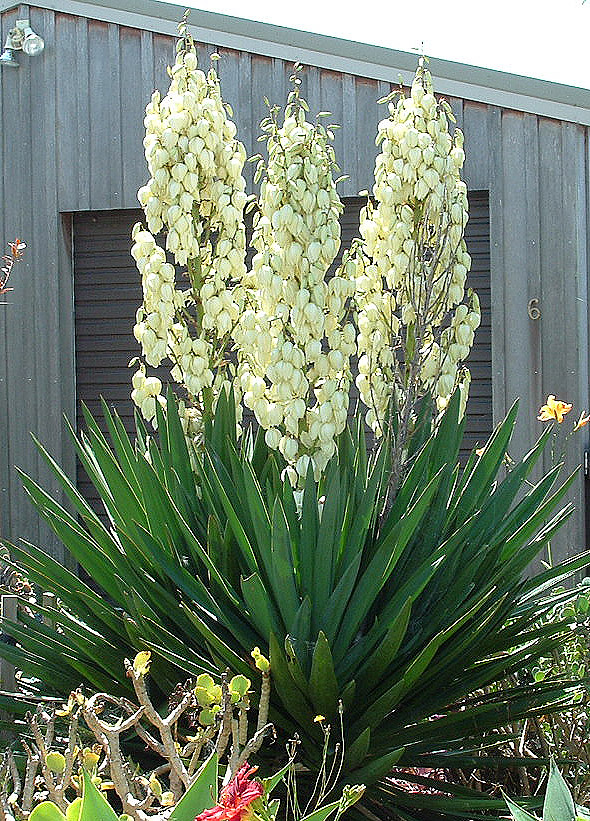
Yucca filamentosa
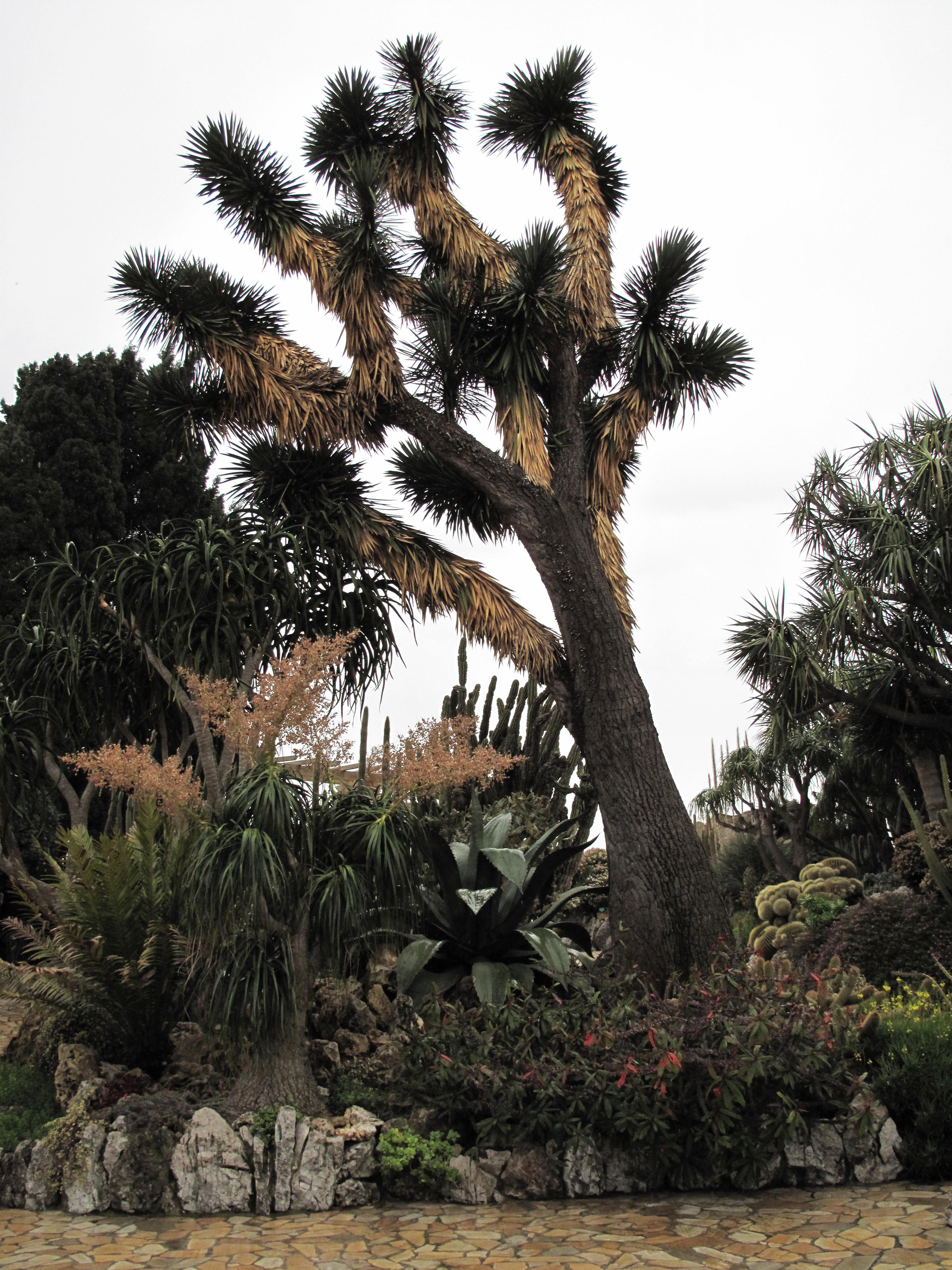
Yucca filifera
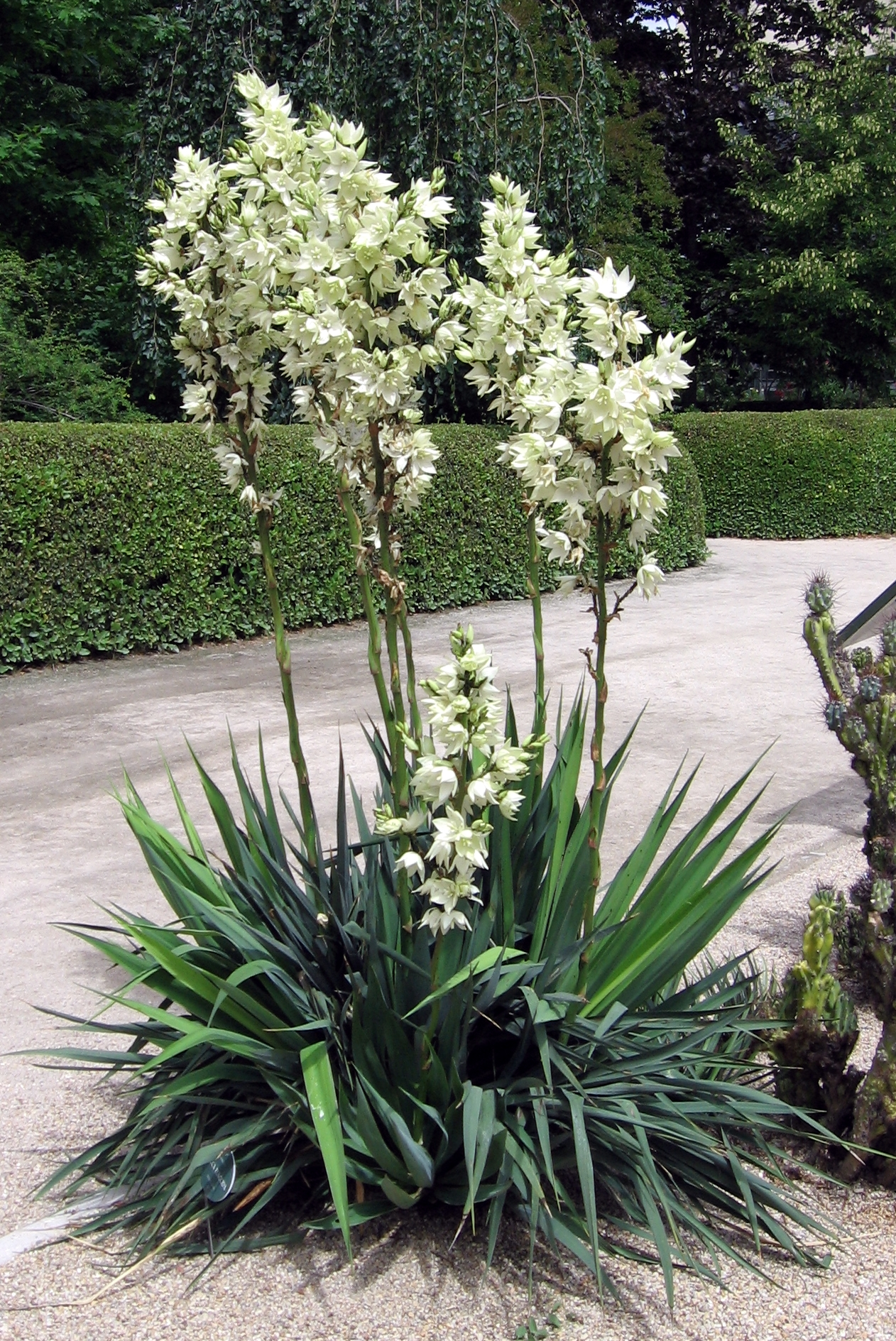
Yucca flaccida
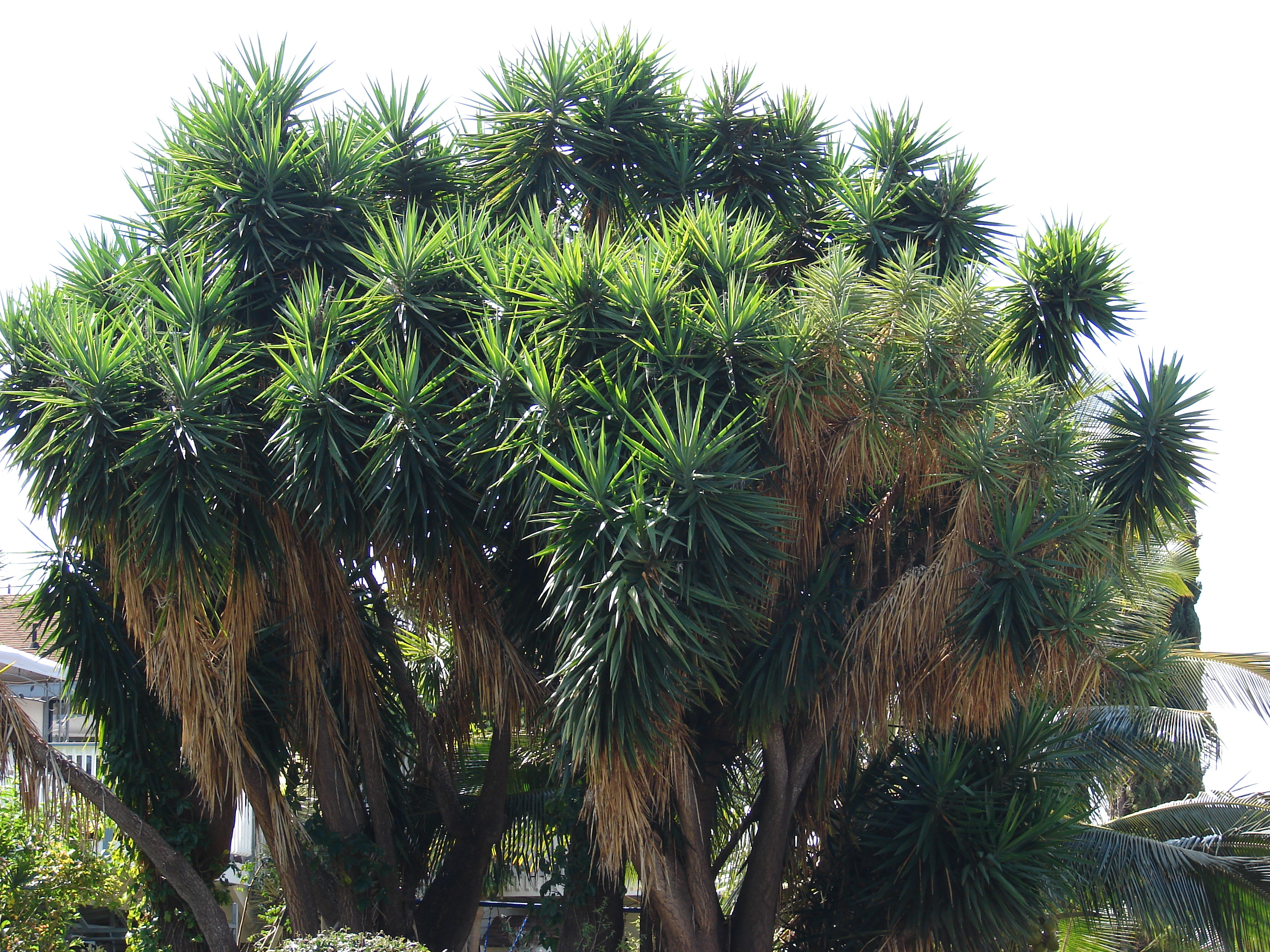
Yucca gigantea
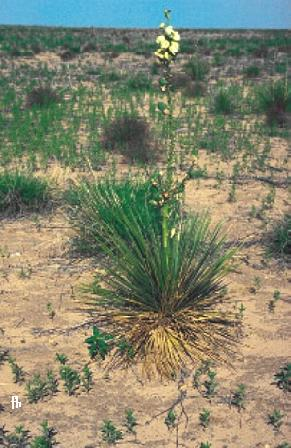
Yucca glauca
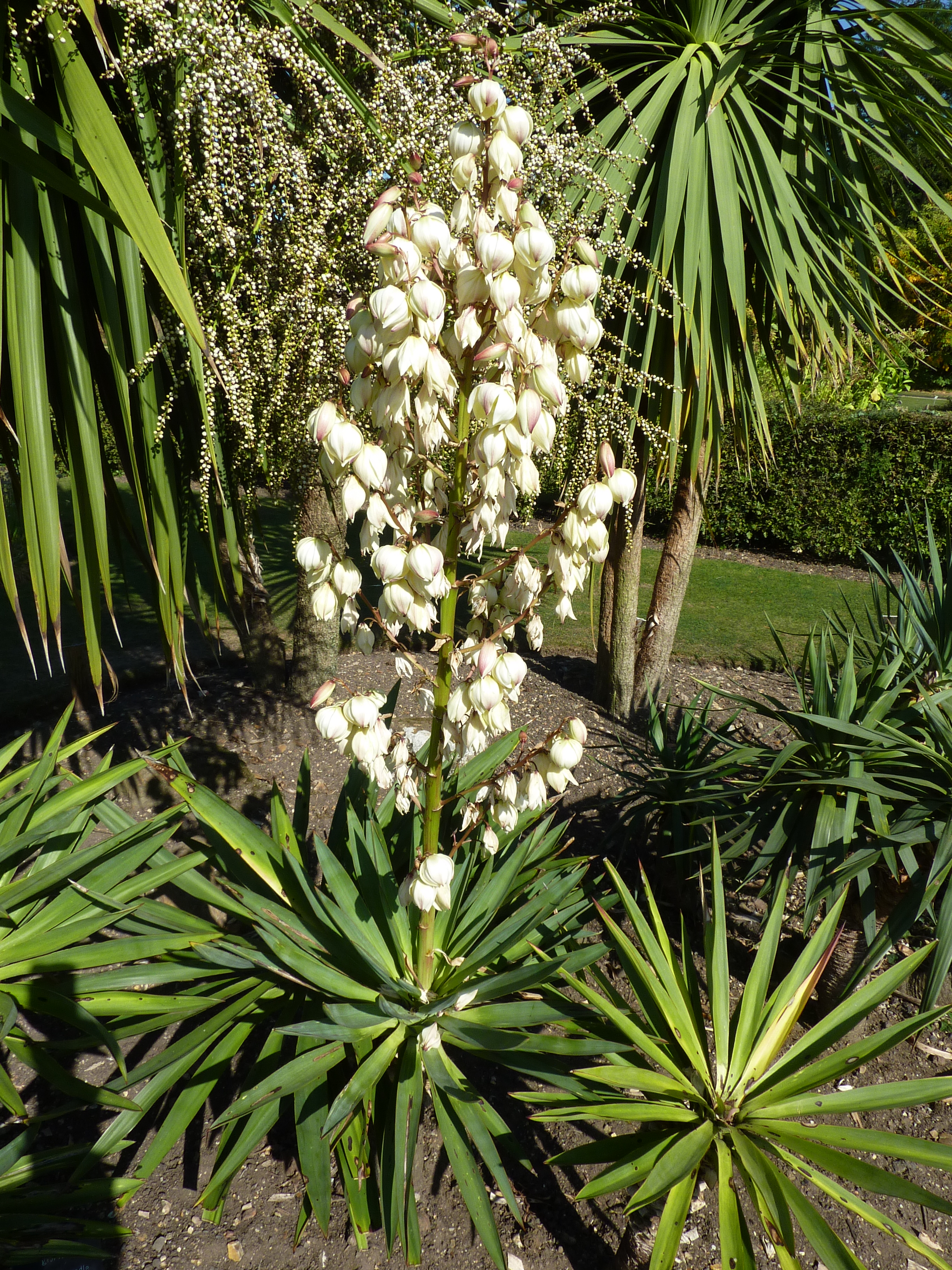
Yucca gloriosa
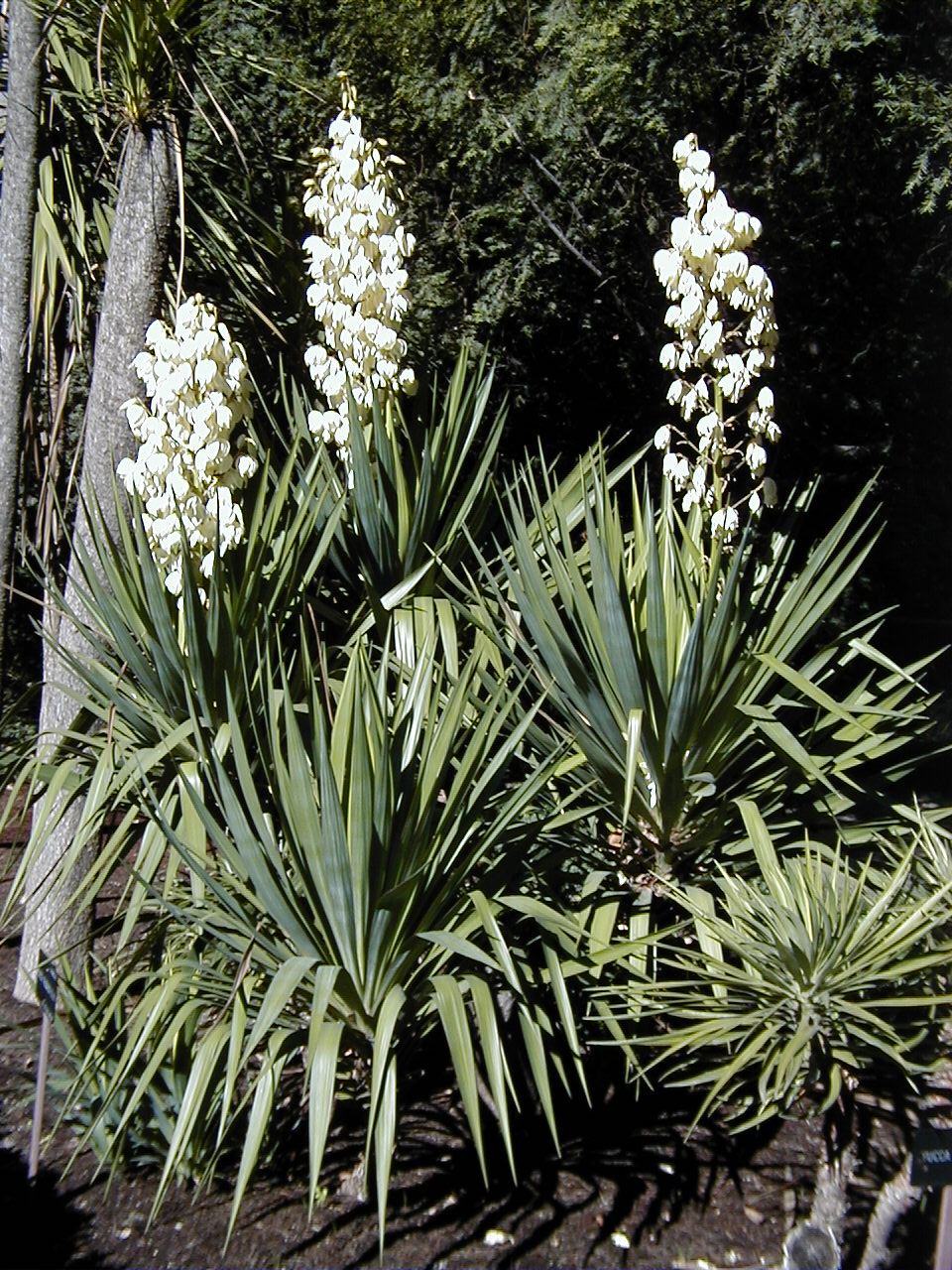
Yucca gloriosa var. recurvifolia
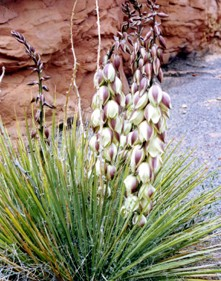
Yucca harrimaniae
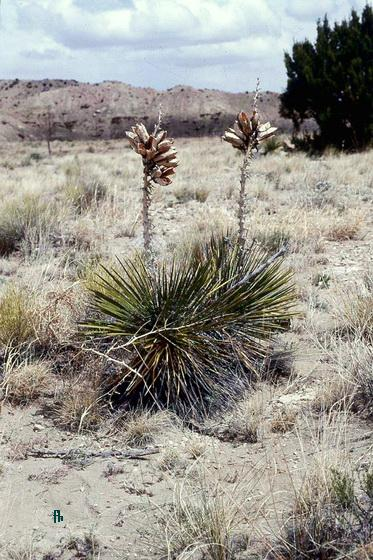
Yucca intermedia
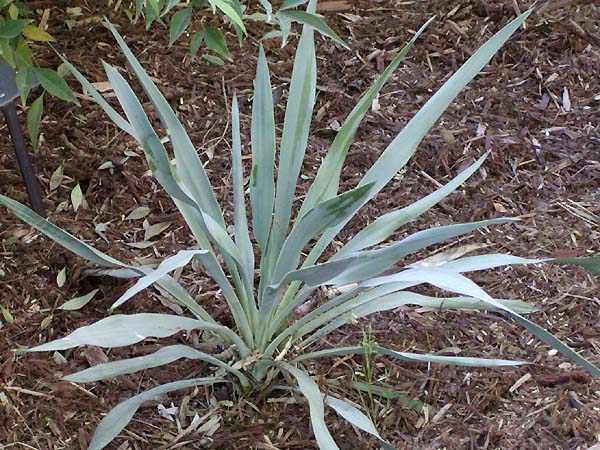
Yucca pallida
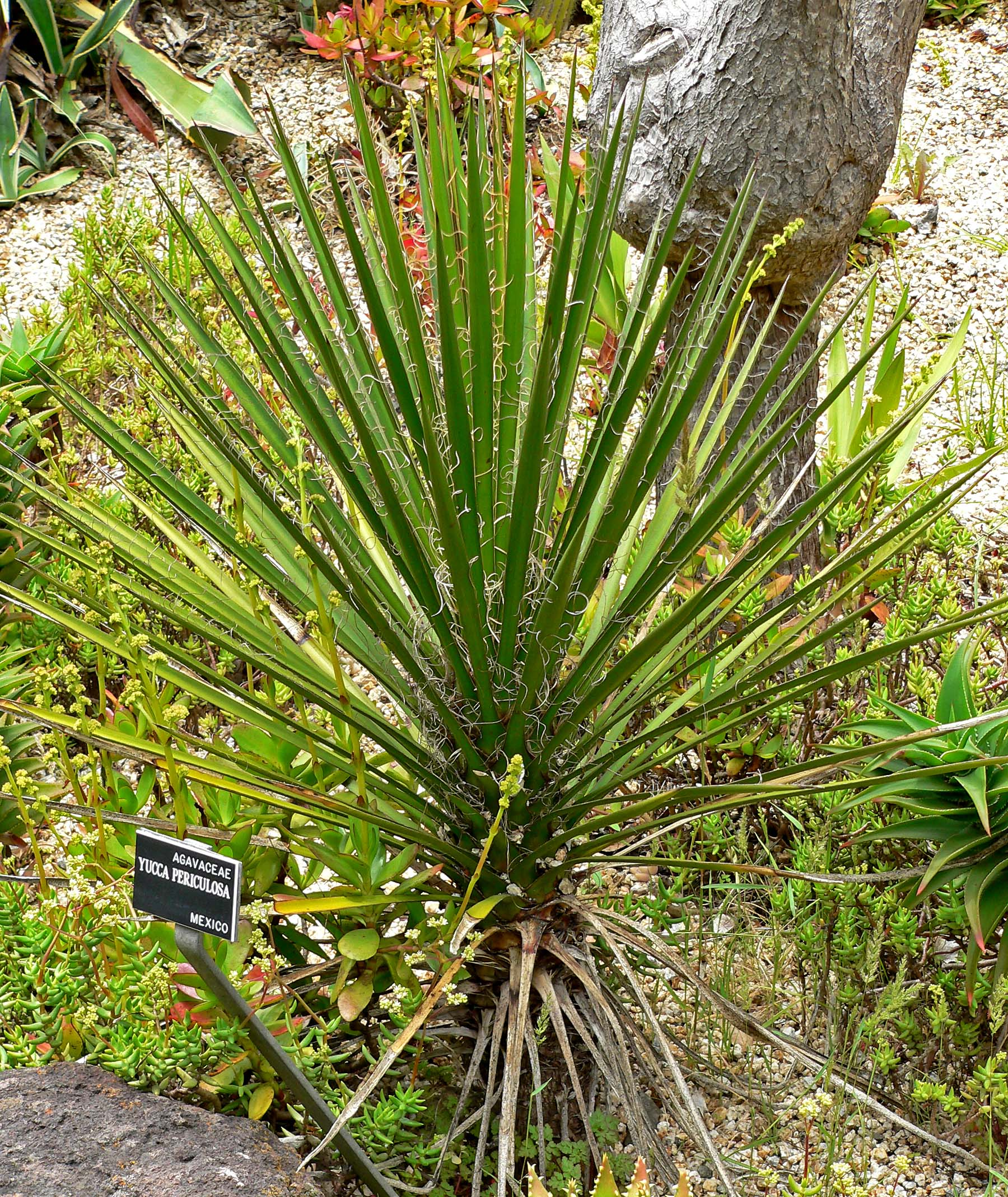
Yucca periculosa
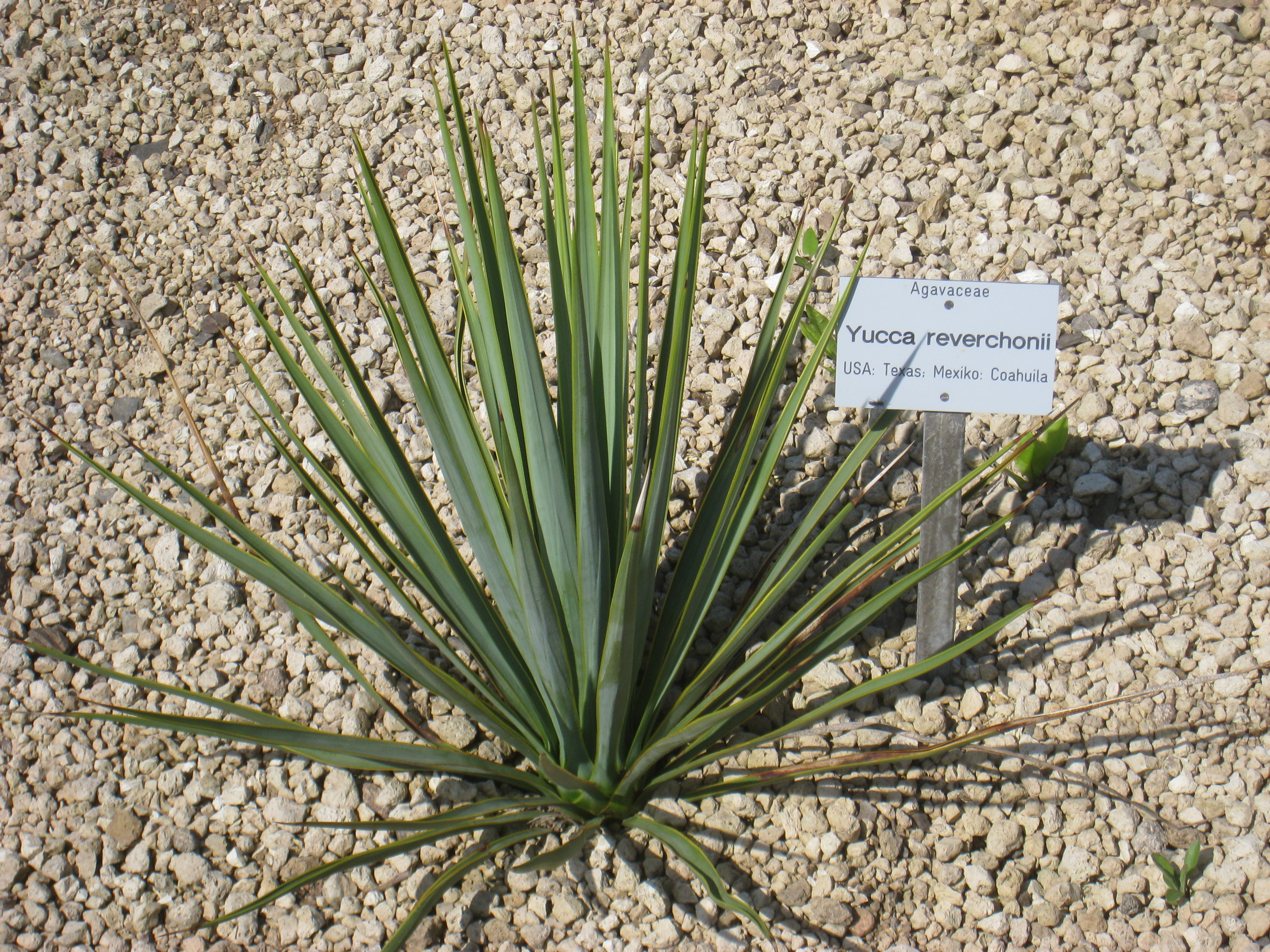
Yucca reverchonii
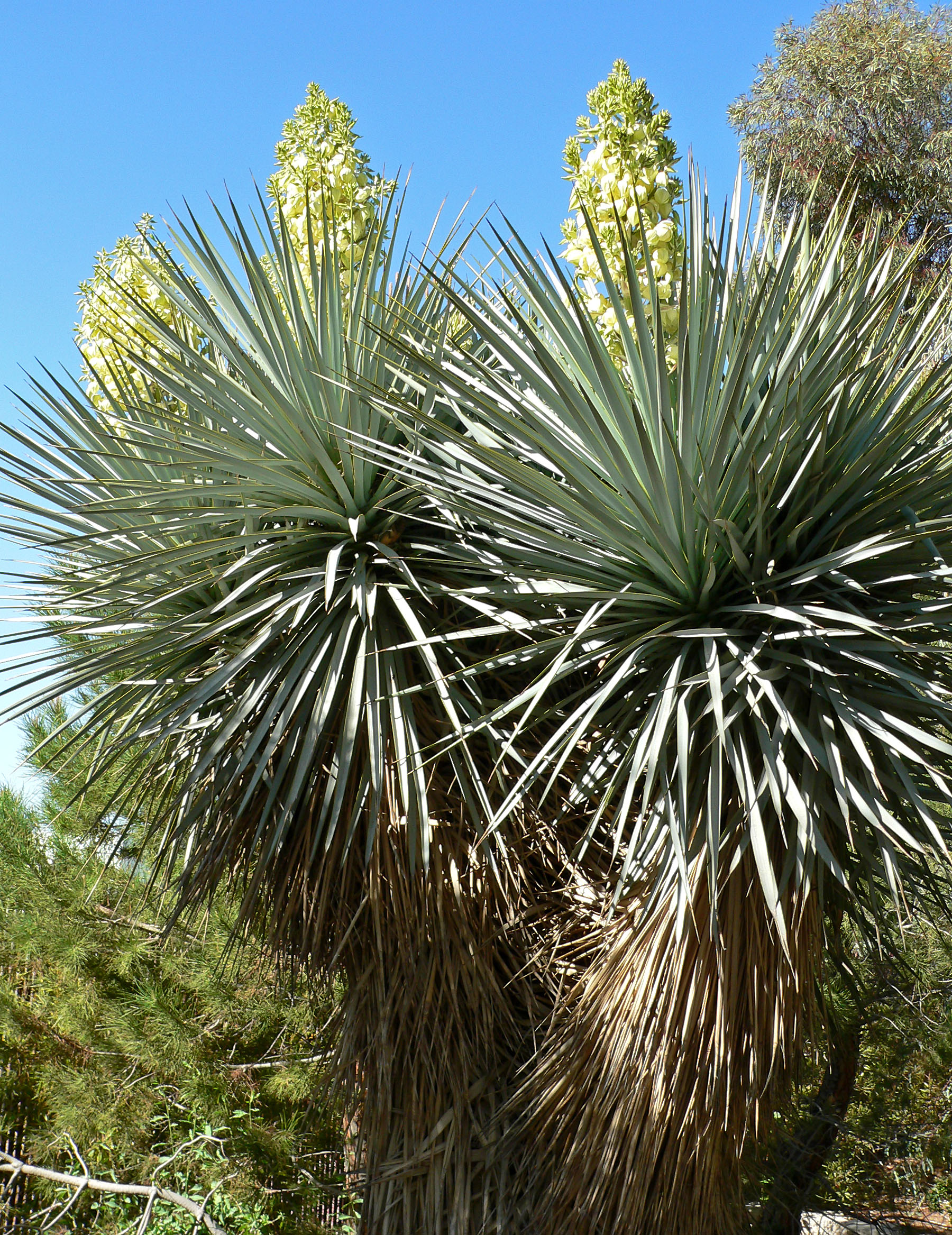
Yucca rigida
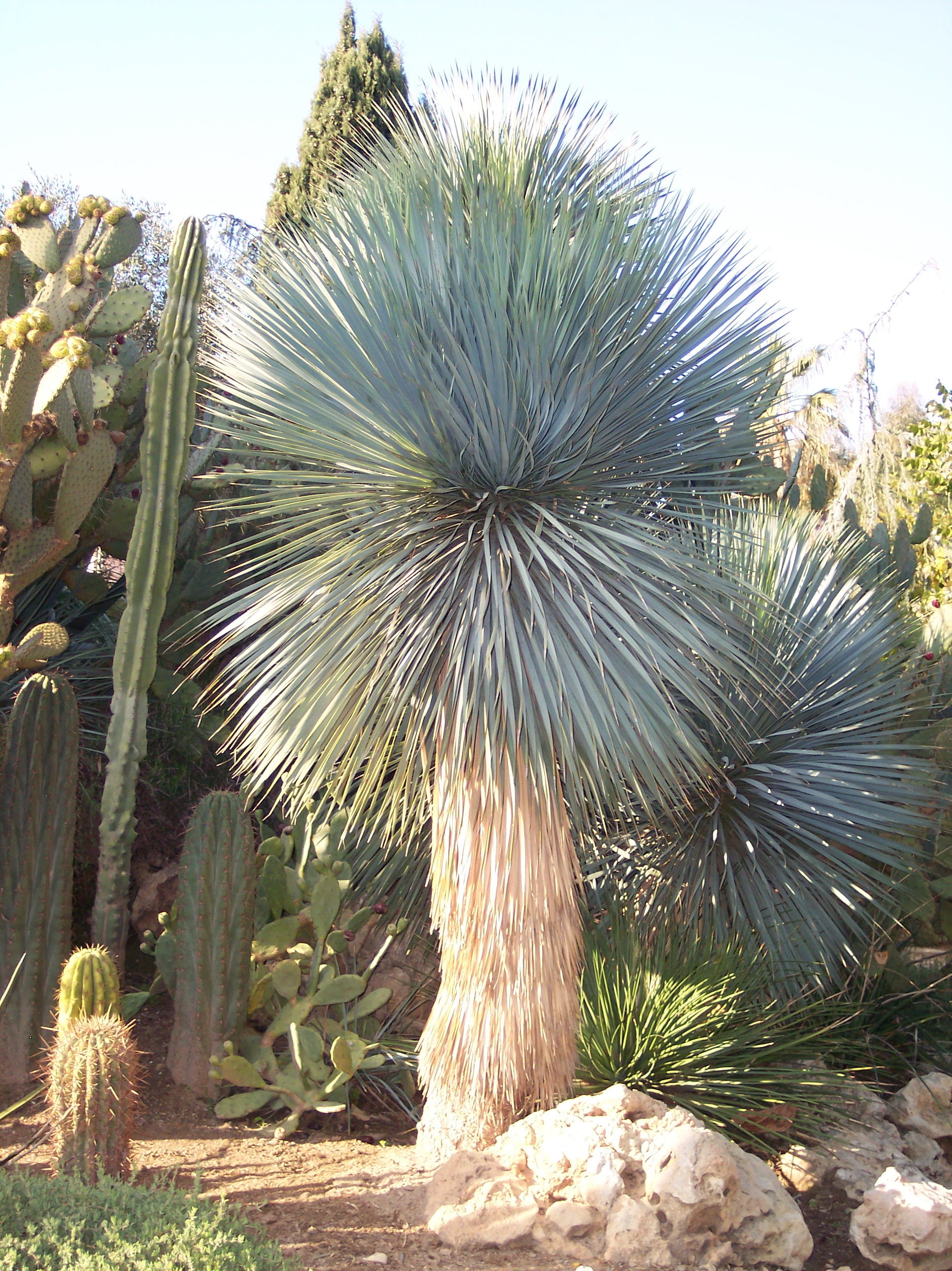
Yucca rostrata
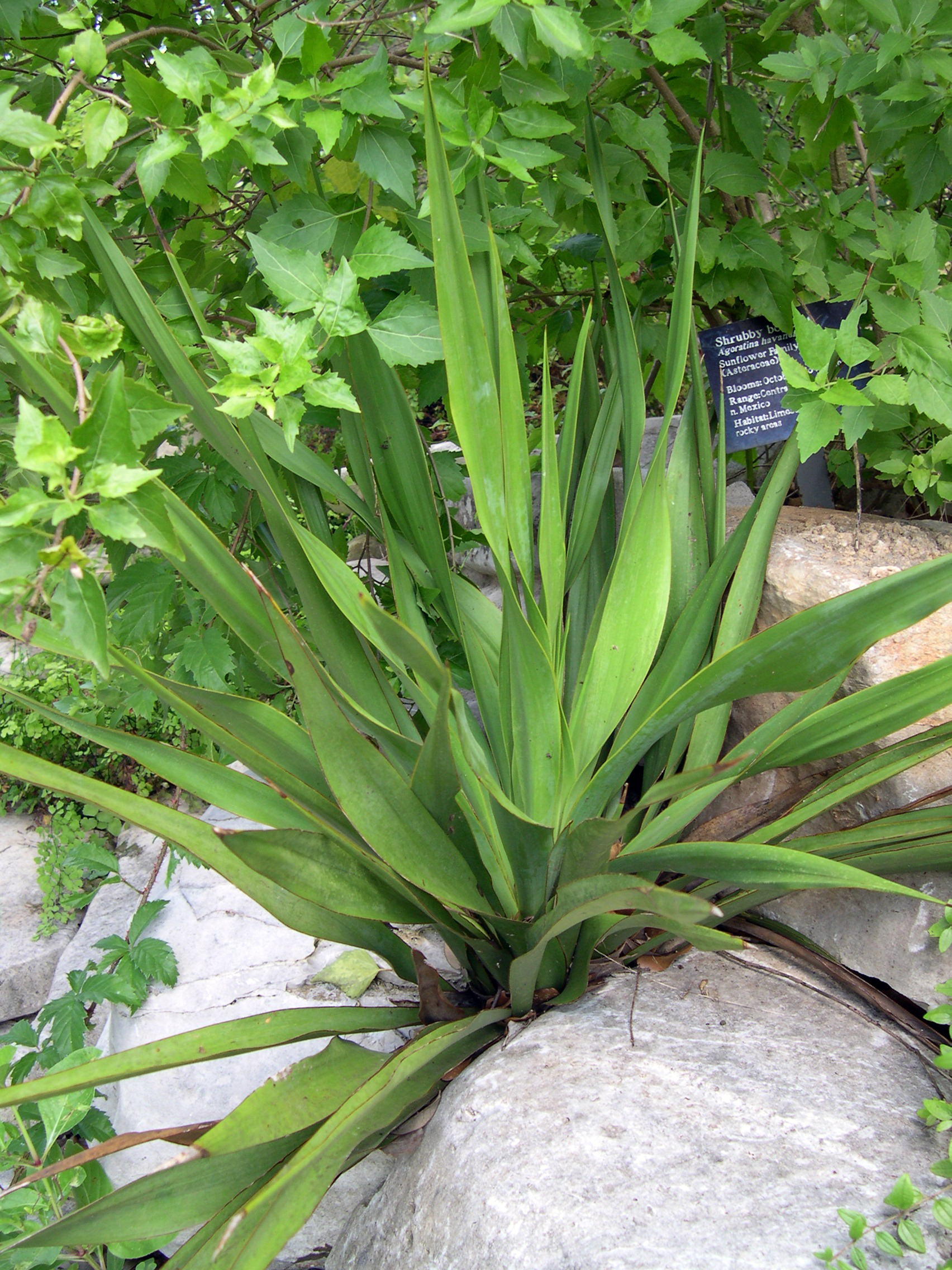
Yucca rupicola
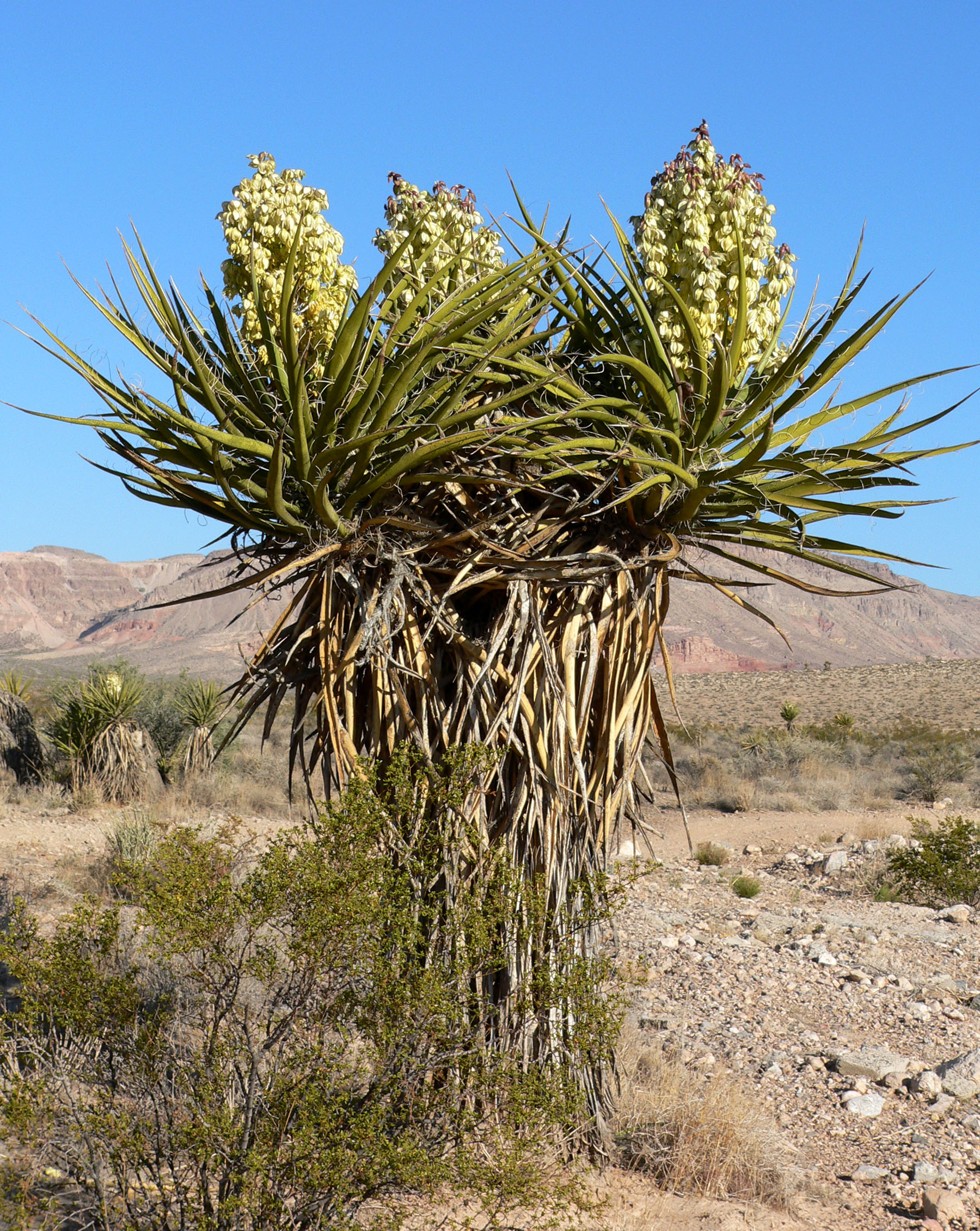
Yucca schidigera
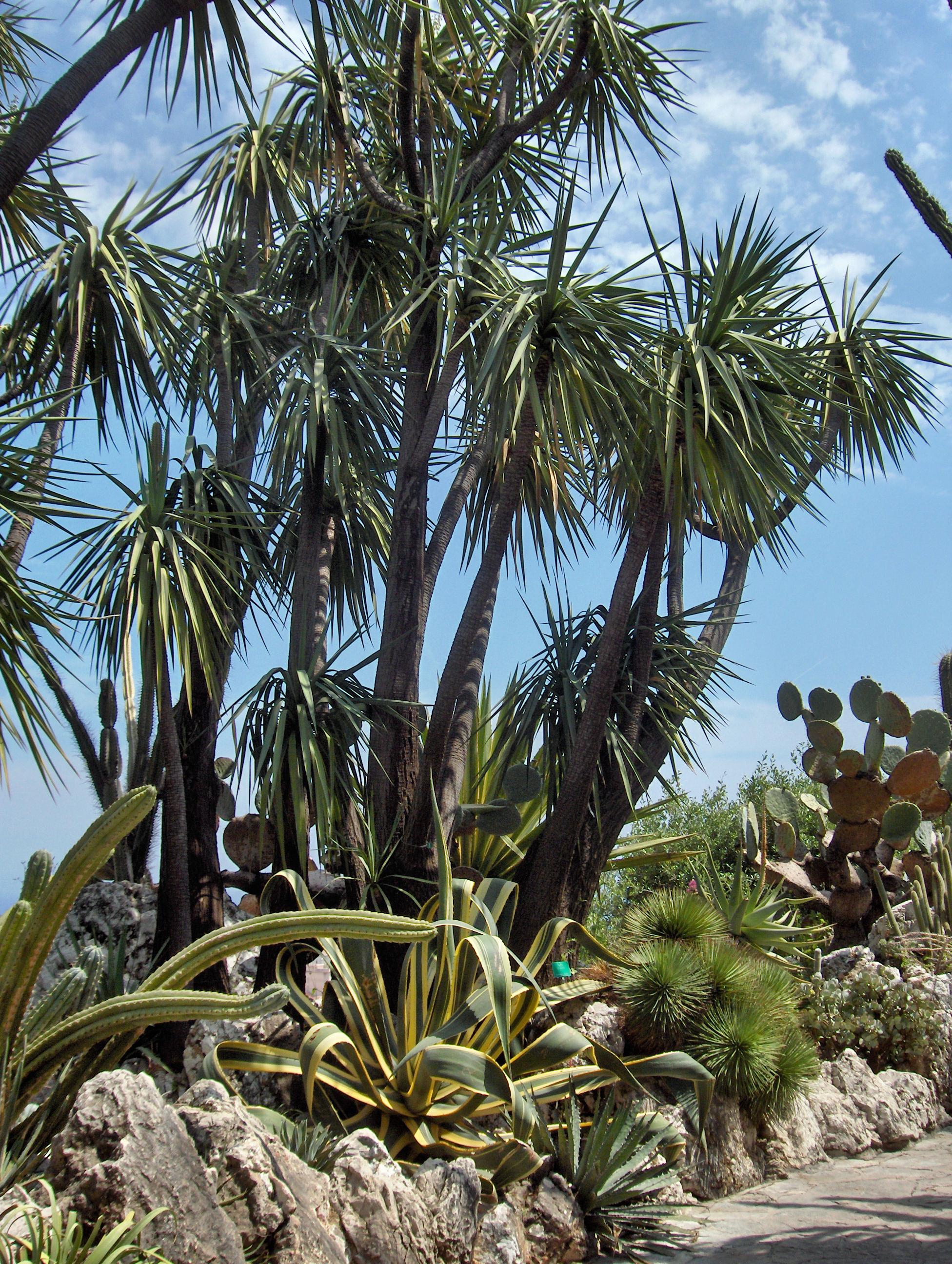
Yucca schottii
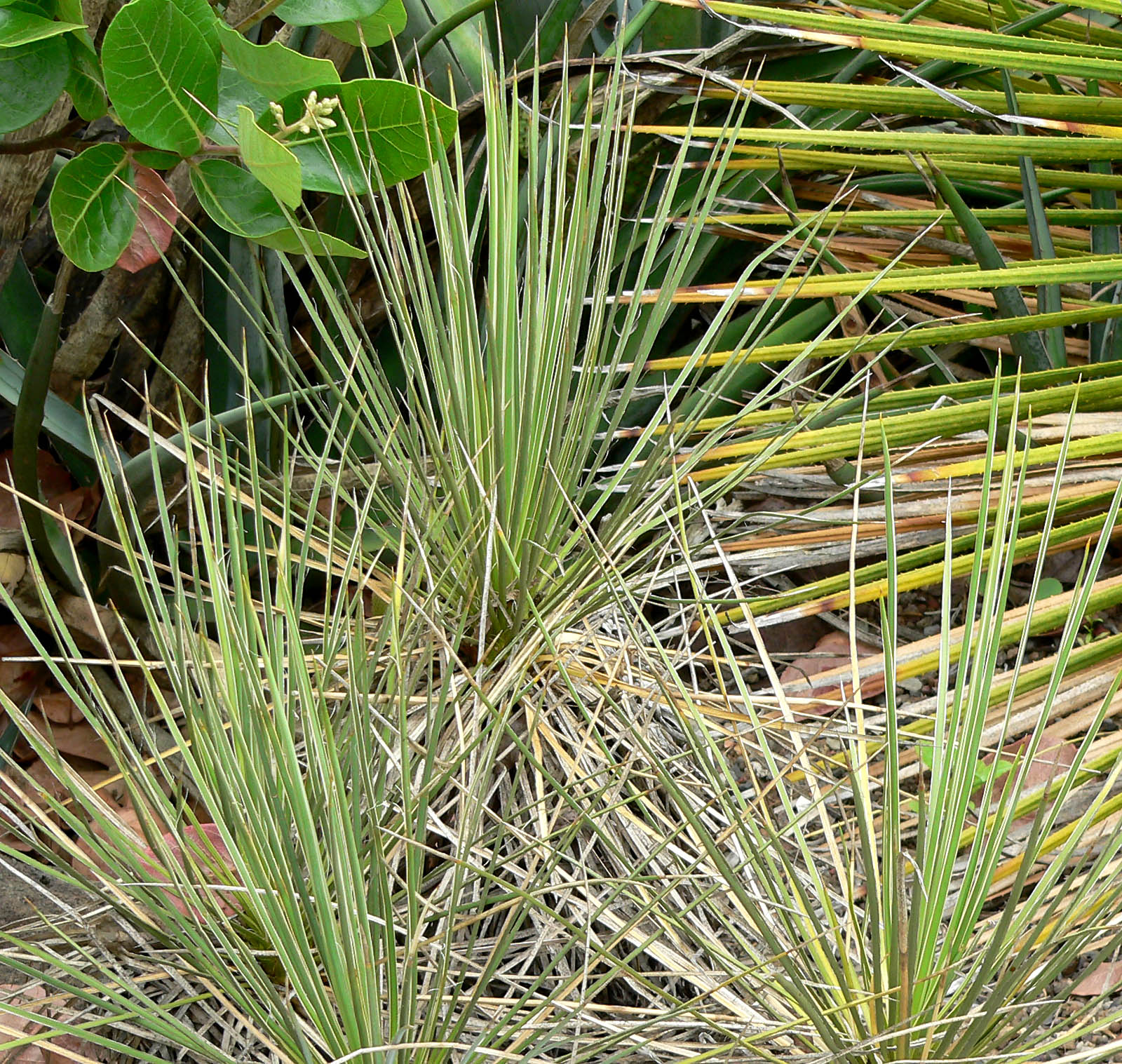
Yucca standleyi
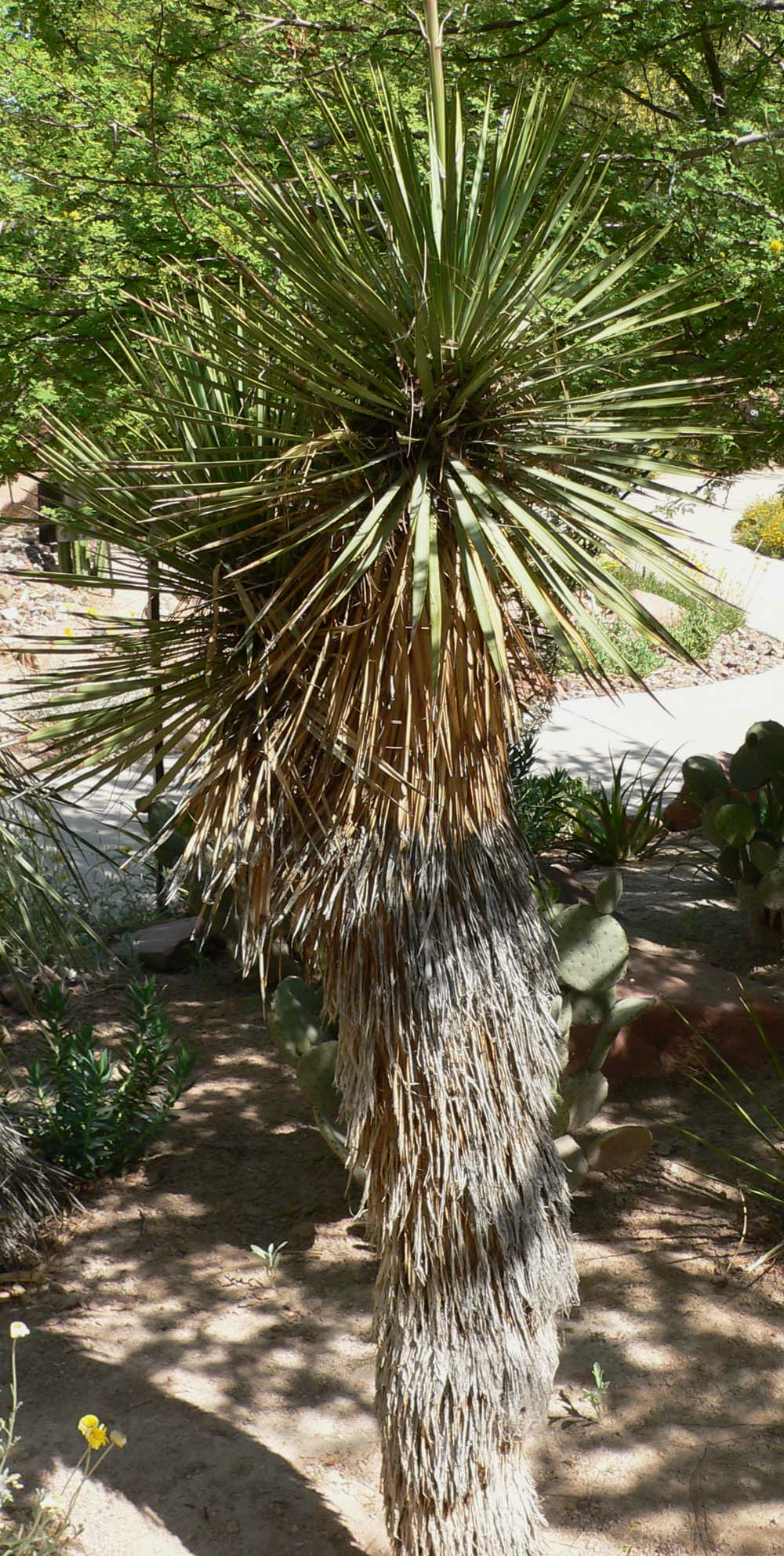
Yucca thompsoniana
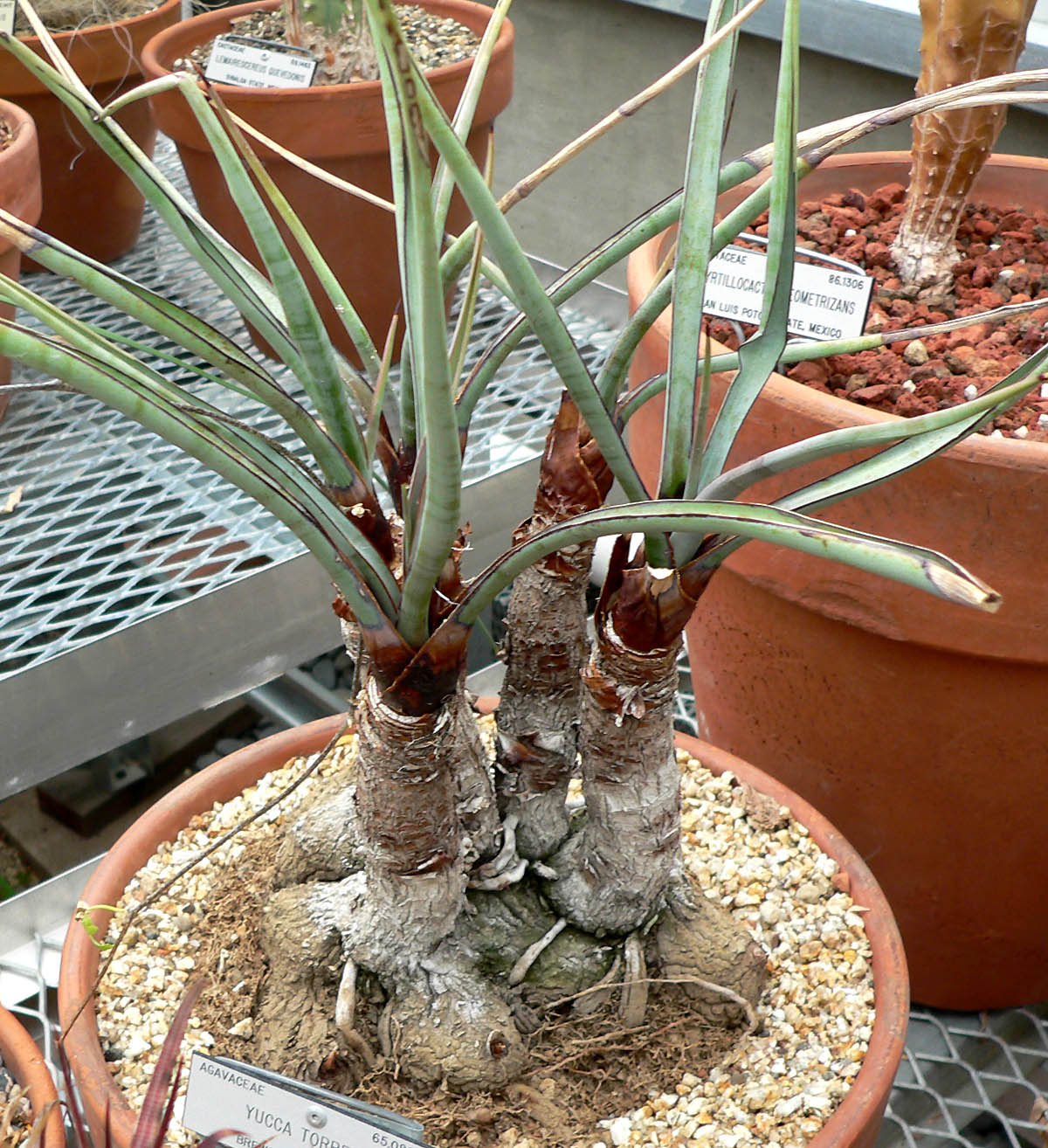
Yucca torreyi
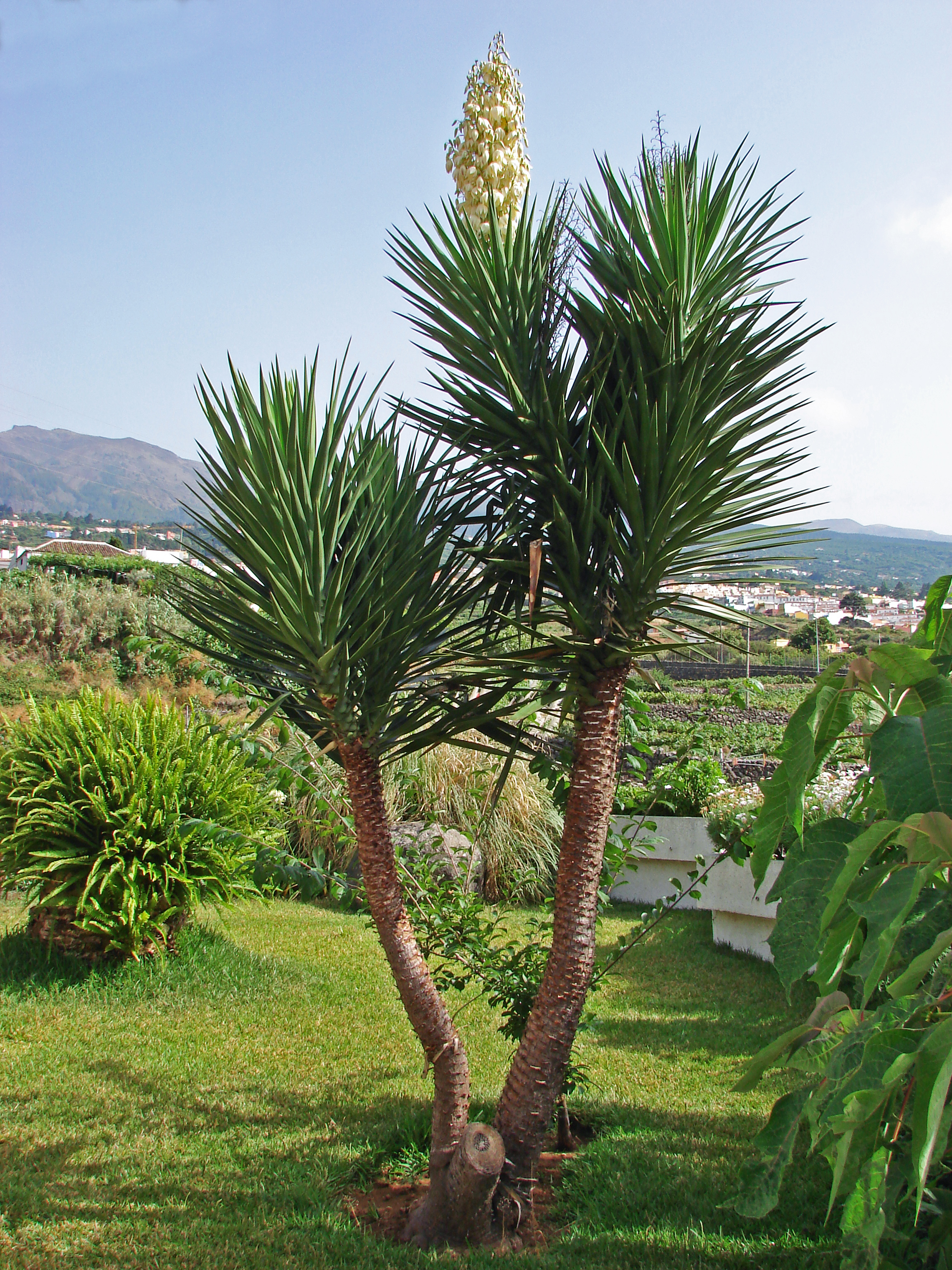
Yucca treculeana
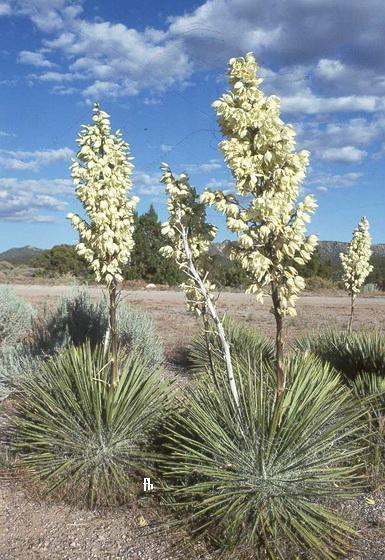
Yucca utahensis

## Fordítás
- Ez a szócikk részben vagy egészben  a   Yucca című német Wikipédia-szócikk fordításán alapul.  Az eredeti cikk szerkesztőit annak laptörténete sorolja fel. Ez a jelzés csupán a megfogalmazás eredetét és a szerzői jogokat jelzi, nem szolgál a cikkben szereplő információk forrásmegjelöléseként.